# Sophie de Prusse
Vous lisez un « article de qualité » labellisé en 2010.  Il fait partie d'un « thème de qualité ».
Pour les articles homonymes, voir Sophie de Grèce et Sophie de Prusse (homonymie).
Titres
Reine des Hellènes
18 mars 1913 – 10 juin 1917
(4 ans, 2 mois et 23 jours)
Reine des Hellènes
19 décembre 1920 – 27 septembre 1922
(1 an, 10 mois et 8 jours)
Signature
Sophie de Prusse (en allemand : Sophie von Preußen et en grec : Σοφία της Πρωσίας / Sophía tis Prôsías), princesse de Prusse et d'Allemagne puis, par son mariage, reine des Hellènes, est née à Potsdam, en Prusse, le 14 juin 1870, et décédée à Francfort-sur-le-Main en Allemagne, le 13 janvier 1932. Elle est souveraine de Grèce de 1913 à 1917 puis de 1920 à 1922.
Issue de la maison de Hohenzollern et fille du Kaiser Frédéric III d'Allemagne, Sophie reçoit une éducation libérale et anglophile, sous l’égide de sa mère, la princesse royale Victoria du Royaume-Uni. Moins d’un an après la mort de son père, en 1889, la jeune fille épouse le futur Constantin Ier de Grèce et part s’installer à Athènes. Après une adaptation difficile, elle donne naissance à une nombreuse famille et s’investit dans l’aide aux démunis, suivant ainsi les traces de sa belle-mère, la reine Olga. C’est cependant durant les guerres auxquelles la Grèce est confrontée à la fin du XIXe et au début du XXe siècle que Sophie se montre la plus active sur le plan social : la jeune femme met alors en place des hôpitaux de campagne, supervise la formation des infirmières grecques et soigne elle-même des blessés.
Cependant, Sophie n’est guère récompensée pour ses actions : si sa grand-mère, la reine Victoria du Royaume-Uni, lui confère la croix rouge royale après la guerre de Trente Jours, les Grecs lui reprochent ses liens avec l’Allemagne. Son frère, le Kaiser Guillaume II, est en effet allié à l’Empire ottoman et s’oppose ouvertement à la réalisation de la Grande Idée, c’est-à-dire l’union de toutes les populations hellènes au sein d’un même État. Pendant la Première Guerre mondiale, les liens de parenté unissant Sophie et le Kaiser provoquent en outre la suspicion de l’Entente, qui reproche à Constantin Ier sa neutralité dans le conflit.
Après avoir imposé un blocus à la Grèce et soutenu le gouvernement rebelle d’Elefthérios Venizélos, provoquant ainsi le Schisme national, la France et ses alliés destituent Constantin en juin 1917. Sophie et sa famille partent alors en exil en Suisse tandis que le deuxième fils du couple royal les remplace sur le trône sous le nom d’Alexandre Ier. Dans le même temps, la Grèce entre en guerre aux côtés de l’Entente, ce qui lui permet de s’agrandir considérablement.
Après le déclenchement de la guerre gréco-turque en 1919 et la disparition prématurée d’Alexandre Ier l’année suivante, les vénizélistes abandonnent le pouvoir et la famille royale revient à Athènes. La défaite de l’armée grecque face aux troupes turques de Mustafa Kemal oblige cependant Constantin à abdiquer en faveur de son fils aîné, le roi Georges II. Sophie et sa famille retrouvent alors le chemin de l’exil et s’installent en Italie. Peu de temps après, Constantin trouve la mort (1923) et la république est proclamée à Athènes (1924). Sophie passe ses dernières années aux côtés de sa famille et meurt d’un cancer en Allemagne en 1932.

## Famille
Sophie est l'avant-dernière fille du Kaiser Frédéric III d'Allemagne (1831-1888) et de son épouse la princesse royale Victoria du Royaume-Uni (1840-1901).
Par son père, elle est donc la petite-fille du Kaiser Guillaume Ier d'Allemagne (1797-1888) et de la princesse Augusta de Saxe-Weimar-Eisenach (1811-1890) tandis que, par sa mère, elle descend de la reine Victoria Ire du Royaume-Uni (1819-1901) et du prince consort Albert de Saxe-Cobourg-Gotha (1819-1861).
Le 27 octobre 1889, Sophie épouse, à Athènes, le futur Constantin Ier de Grèce (1868-1923), fils du roi Georges Ier de Grèce (1845-1913) et de son épouse la grande-duchesse Olga Constantinovna de Russie (1851-1926).
Du mariage de Sophie et de Constantin naissent six enfants :
- Georges II de Grèce (1890-1947), roi des Hellènes, qui épouse la princesse Élisabeth de Roumanie (1894-1956) ;
- Alexandre Ier de Grèce (1893-1920), roi des Hellènes, qui épouse l’aristocrate[N 1] d'ascendance phanariote Aspasía Mános (1896-1972) ;
- Hélène de Grèce (1896-1982), princesse de Grèce et de Danemark, qui s’unit au futur roi Carol II de Roumanie (1893-1953) ;
- Paul Ier de Grèce (1901-1964), roi des Hellènes, qui épouse la princesse Frederika de Hanovre (1917-1981) ;
- Irène de Grèce (1904-1974), princesse de Grèce et de Danemark, qui épouse Aymon de Savoie-Aoste (1900-1948), roi de la Croatie oustachi sous le nom de Tomislav II ;
- Catherine de Grèce (1913-2007), princesse de Grèce et de Danemark, qui épouse le roturier britannique Richard Brandram (1911-1994).

## Biographie

### Princesse de Prusse et d'Allemagne

#### Une naissance dans un contexte difficile

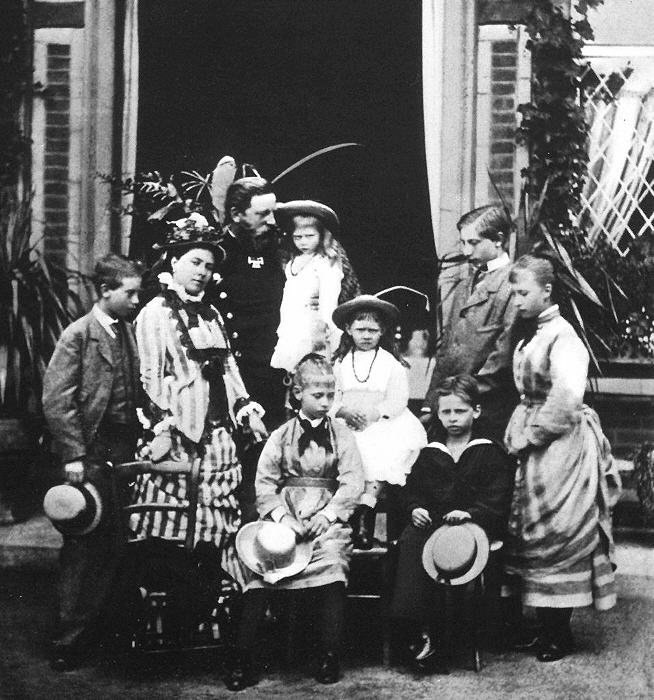
Sophie et sa famille en 1875. Debout de gauche à droite : le prince Henri, la princesse héritière Victoria, le prince héritier Frédéric avec la princesse Marguerite, le prince Guillaume, et la princesse Charlotte. Assis de gauche à droite : la princesse Victoria, la princesse Sophie et le prince Waldemar.

La princesse Sophie voit le jour au Nouveau Palais de Potsdam le 14 juin 1870. Son père, le Kronprinz Frédéric de Prusse, et sa mère, la princesse royale Victoria du Royaume-Uni, sont déjà les parents d’une nombreuse famille et onze ans séparent Sophie de son frère aîné, le futur Guillaume II d’Allemagne. Frédéric et Victoria forment un couple uni, tant au niveau sentimental que politique. D’opinion libérale, ils vivent en marge de la cour berlinoise et subissent les intrigues du très conservateur chancelier Otto von Bismarck et des membres de la maison de Hohenzollern.
Une semaine après la naissance de Sophie, une affaire touchant à la succession au trône d’Espagne envenime les relations franco-prussiennes. Le ton monte encore d’un cran, entre Paris et Berlin, lorsque Bismarck publie l’humiliante dépêche d'Ems, le 13 juillet 1870. Six jours plus tard, le gouvernement de Napoléon III déclare la guerre à la Prusse et les États de la Confédération germanique offrent leur soutien à Berlin, qui apparaît alors comme la victime de l’impérialisme français. C’est dans ce contexte difficile que Sophie est baptisée et les hommes présents à la cérémonie ont tous revêtu leur tenue militaire. L’atmosphère est triste et l’angoisse domine les esprits. Pourtant, le conflit ne dure que quelques mois et aboutit même à une éclatante victoire allemande, conduisant à l'élévation du grand-père de Sophie au titre de premier Kaiser allemand le 18 janvier 1871.

#### Une éducation anglophile

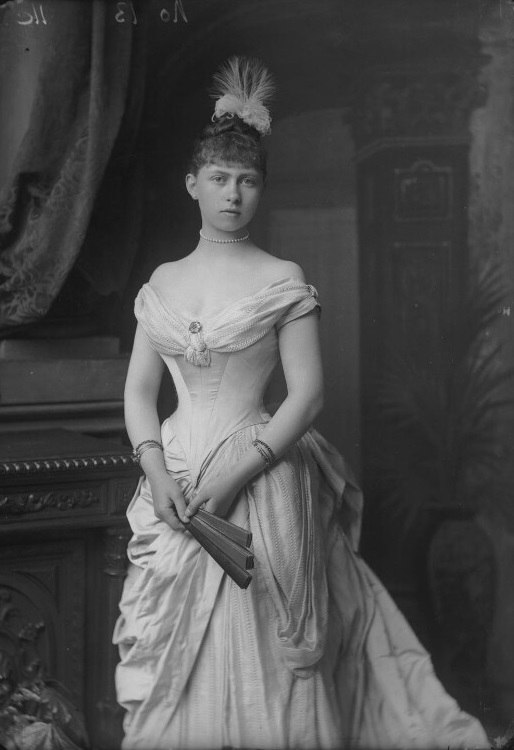
La princesse Sophie en 1887.

Sophie est élevée par sa mère dans l’amour du Royaume-Uni et de la culture anglaise. Entourée de gouvernantes britanniques, elle passe ses premières années dans des nurseries identiques à celles dans lesquelles la Kronprinzessin a grandi. Avec sa famille, l’enfant effectue par ailleurs de nombreux séjours en Grande-Bretagne, et notamment sur l’île de Wight, où elle aime à ramasser des coquillages avec ses aînés.
Si elle est largement ignorée par ses grands-parents paternels, qui lui préfèrent sa sœur Charlotte et ses frères Guillaume et Henri, Sophie est par contre très proche de sa grand-mère maternelle, la reine Victoria du Royaume-Uni. La petite fille aime d’ailleurs tant la vieille souveraine que la Kronprinzessin n’hésite pas à la laisser durant de longues périodes sous la garde de sa grand-mère.
En Allemagne, Sophie grandit dans une atmosphère aimante, entre le palais du Kronprinz de Berlin et le Nouveau Palais de Potsdam. Comme ses sœurs Victoria et Marguerite, la princesse est particulièrement proche de ses parents et leurs liens deviennent encore plus étroits après la mort, en 1879, de Waldemar, le fils préféré du couple princier.

#### Rencontre et fiançailles avec le diadoque Constantin

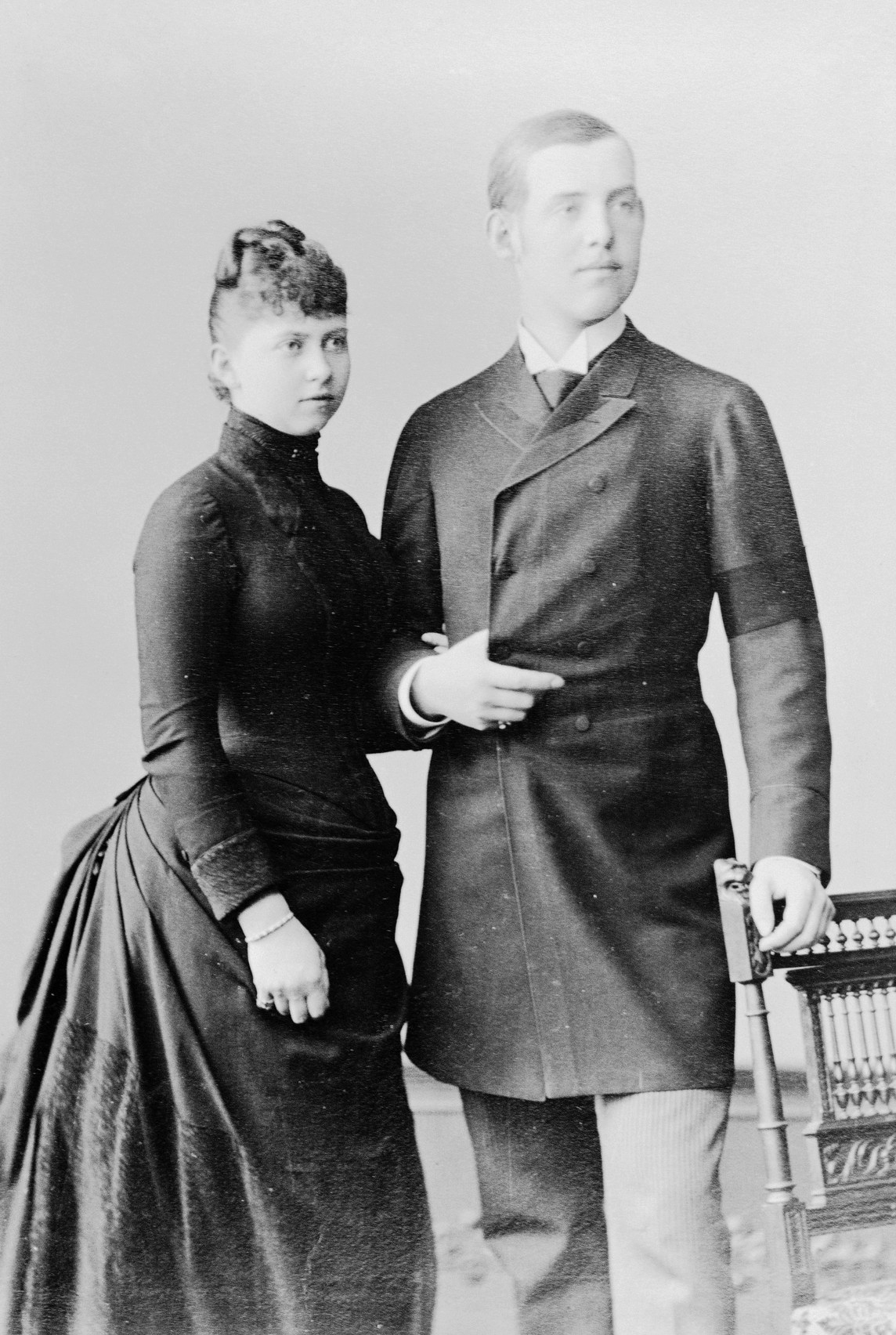
Constantin de Grèce et Sophie de Prusse en septembre 1888.

En 1884, le prince Constantin de Grèce a seize ans et il est déclaré majeur par son gouvernement. Il reçoit alors les titres de duc de Sparte et de diadoque (διάδοχος / diádokhos, c'est-à-dire « héritier du trône »),. Peu de temps après, le jeune homme part compléter sa formation en Allemagne, où il passe deux années complètes en compagnie d'un précepteur, le Dr Lüders. Il sert alors dans la Garde prussienne, prend des cours d'équitation à Hanovre puis étudie les sciences politiques dans les universités d’Heidelberg et de Leipzig.
Lors d'un séjour à la cour des Hohenzollern, à Berlin, Constantin retrouve la princesse Sophie, qu’il a déjà rencontrée quelques années auparavant à Marlborough House, chez leur oncle, le prince de Galles. Rapidement, les deux jeunes gens tombent amoureux et se fiancent officiellement le 3 septembre 1888. Cependant, leur relation est vue d’un mauvais œil par le frère aîné de Sophie, le Kronprinz, puis Kaiser, Guillaume, et l'épouse de celui-ci. Dans la famille royale hellène même, la relation des deux jeunes gens ne fait pas l'unanimité. La reine Olga montre ainsi sa réticence vis-à-vis du projet d'union : Sophie est en effet luthérienne et la reine aurait préféré voir l'héritier du trône épouser une orthodoxe. Mais, malgré les difficultés, Constantin et Sophie se fiancent et leur mariage est programmé pour le mois d'octobre 1889, à Athènes.

#### La mort du Kaiser Frédéric III
Entretemps, une tragédie familiale est venue frapper Sophie. En 1887, les médecins ont diagnostiqué à son père un cancer du larynx et le Kronprinz a perdu peu à peu l’usage de sa voix. Le 9 mars 1888, Frédéric III a malgré tout succédé à Guillaume Ier sur les trônes de Prusse et d’Allemagne. Cependant, sa santé déclinant, il n’a pas pu réaliser les réformes politiques qui lui tenaient à cœur alors qu’il n’était qu’héritier du trône.

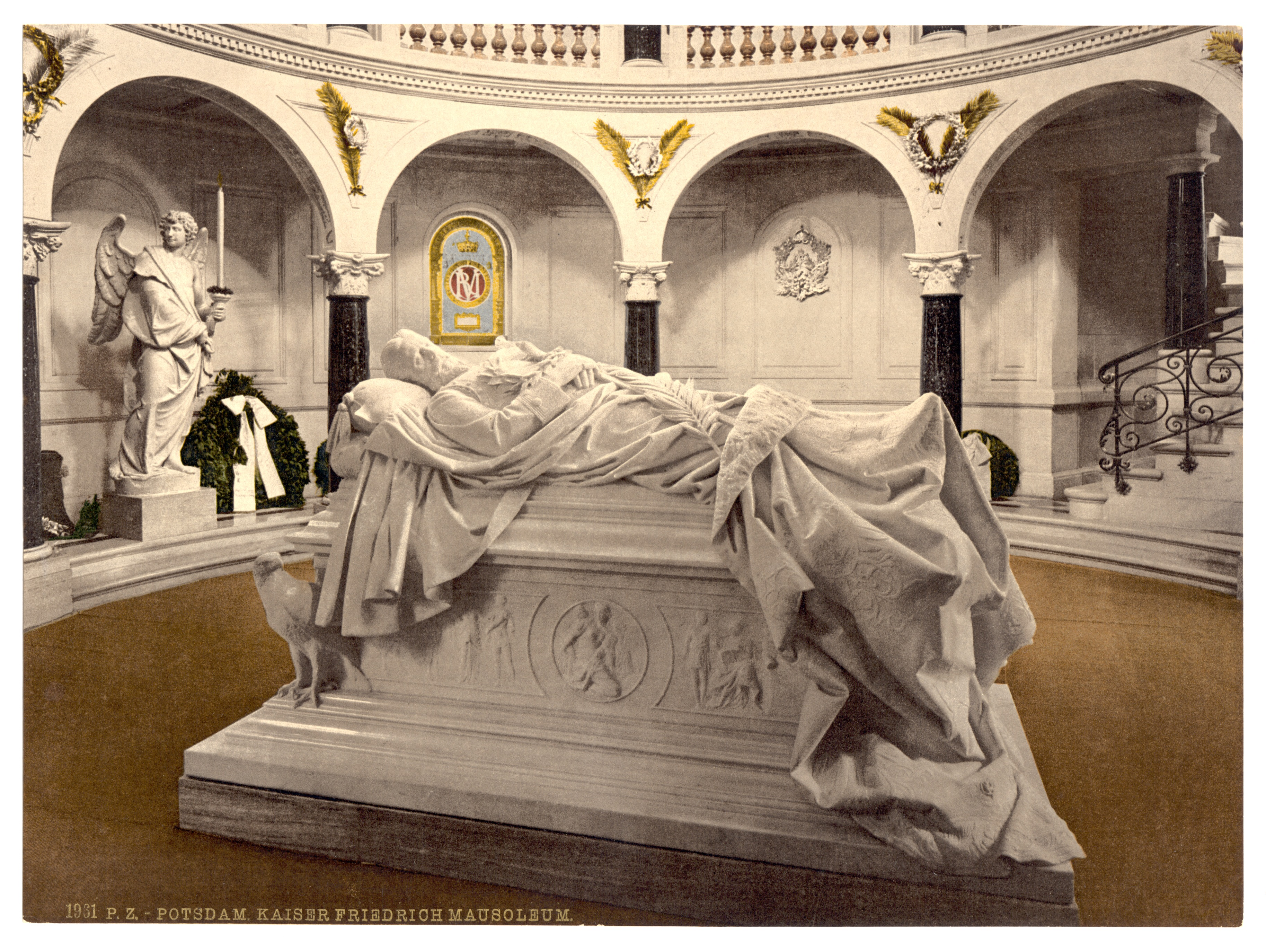
Tombeau de Frédéric III au Kaiser-Friedrich-Mausoleum de Potsdam.

Après 99 jours de règne, Frédéric III s’est éteint en compagnie de ses proches, le 15 juin 1888, à Potsdam. Avant de mourir, le deuxième Kaiser allemand a tout de même trouvé la force de souhaiter un joyeux dix-huitième anniversaire à Sophie et de lui offrir un bouquet de fleurs. Mais à la suite de cet ultime effort, sa santé n’a cessé de décliner et il est décédé moins de vingt-quatre heures après.
Au sein de la famille impériale, la mort de Frédéric III a d'autant plus resserré les liens entre Sophie et ses sœurs Victoria et Marguerite d’une part et celles-ci et leur mère d’autre part que le premier acte de Guillaume II en tant que nouveau souverain a consisté à faire fouiller la résidence de ses parents afin d’y trouver des preuves compromettantes de leurs liens avec les libéraux.
Déjà meurtrie par l’attitude de son fils aîné, l’impératrice Victoria est donc peinée par le mariage de Sophie et son installation prochaine à Athènes. Malgré tout, la souveraine se réjouit du bonheur de sa fille et se console en établissant avec elle une volumineuse correspondance. Entre 1889 et 1901, les deux femmes échangent ainsi pas moins de 2 000 lettres et un million de mots. Elles se retrouvent par ailleurs à plusieurs reprises dans leurs résidences respectives, à Athènes et à Kronberg.

### Princesse royale de Grèce

#### Un mariage de bon augure pour les Grecs

La population grecque associe le prénom de sa nouvelle princesse à la basilique Sainte-Sophie de Constantinople.

Le 27 octobre 1889, Sophie et Constantin s'unissent à Athènes durant deux cérémonies religieuses, l'une publique et orthodoxe et l'autre privée et protestante. Les témoins de Sophie sont son frère Henri et ses cousins Albert-Victor et Georges de Galles ; ceux de Constantin sont ses frères Georges et Nicolas ainsi que son cousin le tsarévitch de Russie.
Le mariage, qui constitue le premier grand événement international se déroulant à Athènes, est très populaire parmi les Grecs. Les prénoms des mariés rappellent en effet à la population une vieille légende qui voudrait que lorsqu'un roi nommé Constantin et une reine nommée Sophie monteraient sur le trône hellénique, Constantinople et la basilique Sainte-Sophie seraient réunies pour toujours à la Grèce. Bref, avec le mariage de l’héritier du trône, c’est la réalisation de la Grande Idée, c’est-à-dire l’union de tous les Grecs dans un même État, que la population espère voir se réaliser,,. À l’étranger, le mariage de Sophie et Constantin soulève beaucoup moins d’enthousiasme. Ainsi, en France, on craint que l’arrivée d’une princesse prussienne à Athènes ne fasse basculer le royaume de Grèce dans le camp de la Triple-Alliance. Pourtant, à Berlin, l’union n’est guère plus populaire : les intérêts allemands sont en effet importants dans l’Empire ottoman et le Kaiser n’entend pas se rapprocher de la Grèce sous le prétexte que le diadoque est son nouveau beau-frère.

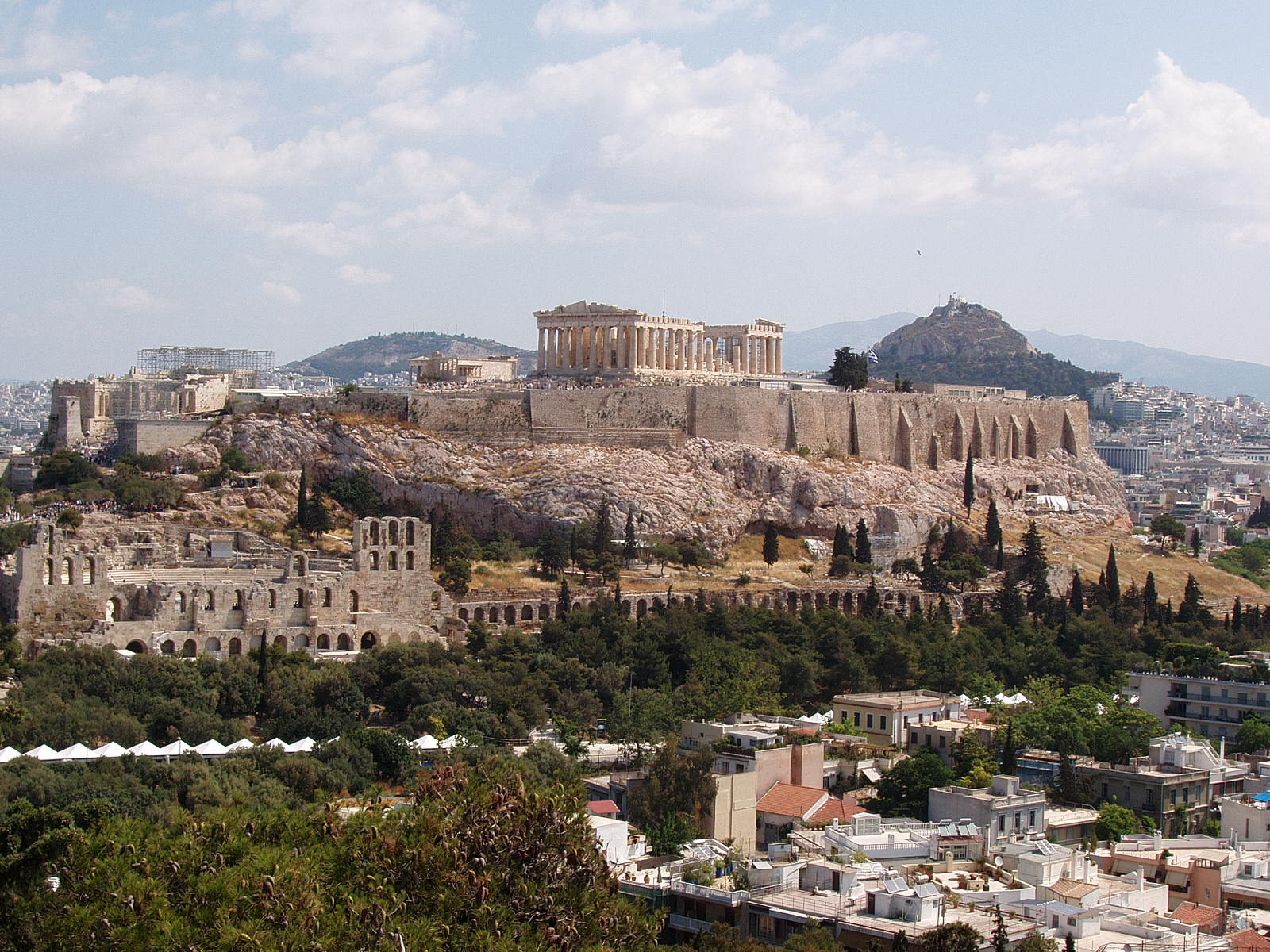
L'Acropole d'Athènes accueille un important spectacle pyrotechnique durant les festivités du mariage de Sophie et Constantin.

Il n’empêche qu’à Athènes, les cérémonies du mariage sont célébrées avec faste et donnent notamment lieu à un important spectacle pyrotechnique sur l'Acropole et le Champ de Mars. Des plates-formes sont par ailleurs érigées sur la place Syntagma afin que le public puisse mieux admirer la procession entre le palais royal et la cathédrale. Les époux étant alliés à la plupart des dynasties européennes, les festivités réunissent à Athènes des représentants de toutes les maisons souveraines du continent : le roi Christian IX de Danemark (grand-père du marié), le Kaiser Guillaume II d'Allemagne (frère de la mariée), le prince de Galles (oncle des deux époux) et le tsarévitch de Russie (cousin du marié) y sont ainsi les invités d'honneur. Naturellement, la mère et les sœurs de Sophie sont également présentes à la cérémonie.
En fait, les hôtes et leurs suites sont si nombreux dans la petite capitale hellène que le roi Georges Ier ne peut les recevoir tous dans son palais. Il doit donc demander à certains membres de la haute société grecque de recevoir une partie des invités dans leurs hôtels particuliers. De la même façon, le souverain est obligé d'emprunter les chevaux et les calèches de ses sujets afin de pouvoir transporter tous les visiteurs durant les festivités. Il doit enfin faire exécuter en toute hâte des dizaines de livrées supplémentaires afin d'en revêtir les laquais mis au service des invités.

#### Installation à Athènes

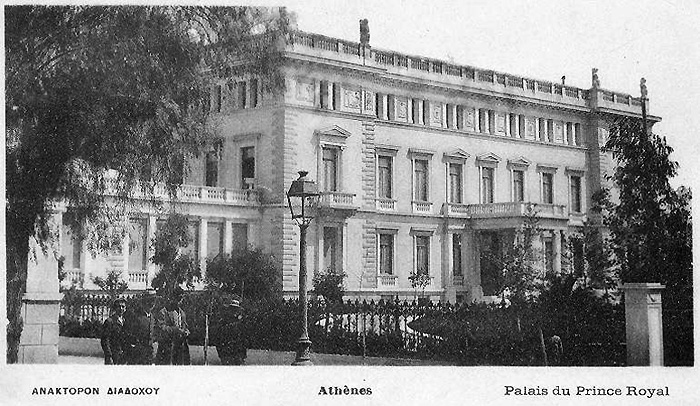
Le palais du diadoque, devenu palais royal (en 1912) puis palais présidentiel (en 1974).

Dans la capitale hellène, Constantin et Sophie s’installent dans une petite villa de style français placée dans l'avenue Kifissias, en attendant que l’État grec leur construise une nouvelle résidence, le palais du diadoque, situé non loin du palais royal. Le couple princier se fait également bâtir une autre demeure sur le domaine royal de Tatoï car Georges Ier refuse que des travaux d'aménagement soient entrepris dans le palais principal,. À Athènes, Constantin et son épouse mènent une existence relativement simple et très éloignée du protocole des autres cours européennes. Mais la vie, en Grèce, est souvent monotone et Sophie se lamente de n’y avoir, pour toute compagnie, que les femmes des marchands de tabac.
La princesse met donc un certain temps à s’accoutumer à sa nouvelle existence. Elle se lance toutefois dans l’apprentissage du grec moderne, qu’elle parvient à dominer presque parfaitement au bout de quelques années, et met à profit ses nombreux séjours à l’étranger pour meubler et décorer son nouveau foyer. Surtout, Sophie ne tarde pas à mettre au monde une nombreuse progéniture. Moins de neuf mois après son mariage, le 19 juillet 1890, la princesse donne ainsi naissance à un premier enfant légèrement prématuré, qui est prénommé Georges comme son grand-père. Mais l'accouchement se passe mal et le cordon ombilical s'enroule autour du cou du bébé, ce qui manque de l'étouffer. Heureusement pour la mère et l'enfant, la sage-femme allemande envoyée par l'impératrice Victoria pour aider sa fille à accoucher parvient à dénouer la situation et aucune conséquence néfaste ne se produit.

#### Conversion à l'orthodoxie

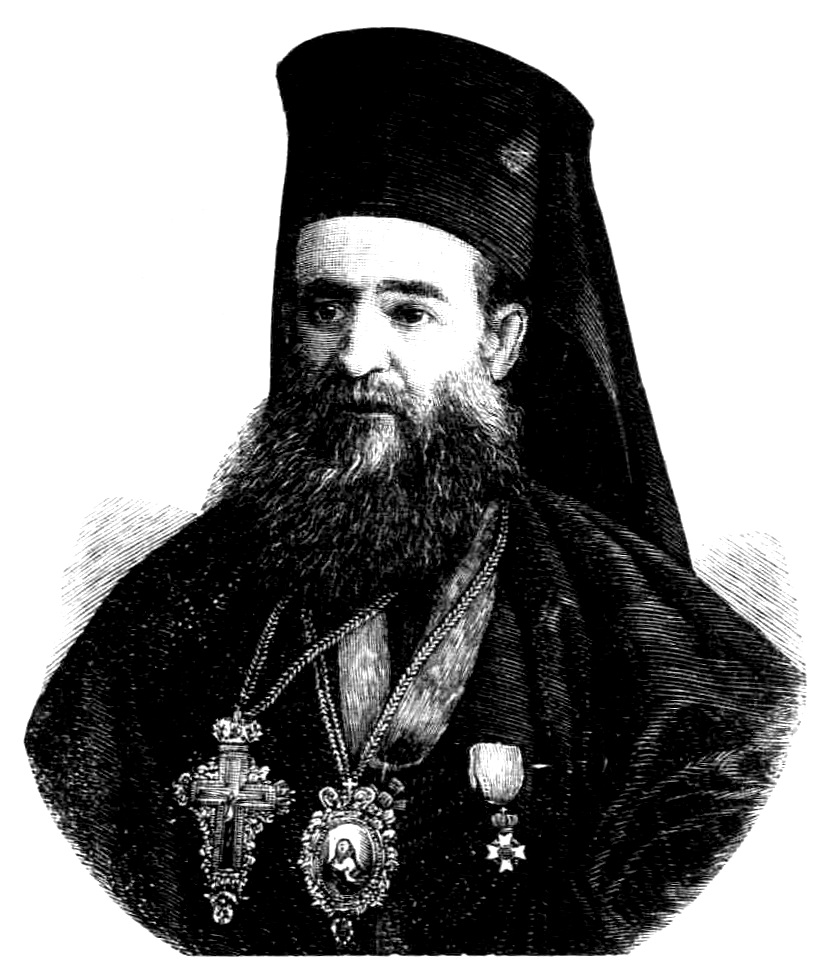
L'archevêque-primat Germain II d'Athènes, directeur de conscience de Sophie.

Après la naissance de son fils aîné, Sophie prend la décision d’embrasser la foi de ses sujets et de se convertir à la religion orthodoxe. Ayant demandé et obtenu la bénédiction de sa mère et de sa grand-mère, la princesse informe sa belle-famille de son projet et demande à la reine Olga de l’instruire dans l’orthodoxie. La famille royale est ravie par la nouvelle, car l’annonce de la conversion ne peut qu’être populaire parmi les Grecs. Mais Georges Ier insiste pour que l’archevêque d’Athènes instruise Sophie dans la religion orthodoxe, plutôt que son épouse. D’origine russe, la reine Olga est en effet considérée par certains nationalistes grecs comme un « agent du panslavisme » et Georges Ier préfère donc que le chef de l’Église grecque autocéphale se charge d’une tâche qui pourrait être source de difficultés pour la Couronne,.
Si la nouvelle de sa conversion est accueillie calmement par la plupart des membres de sa famille, Sophie craint la réaction de Guillaume II, qui prend très au sérieux son statut de chef de l’Église luthérienne allemande et déteste plus que tout qu’on lui désobéisse.

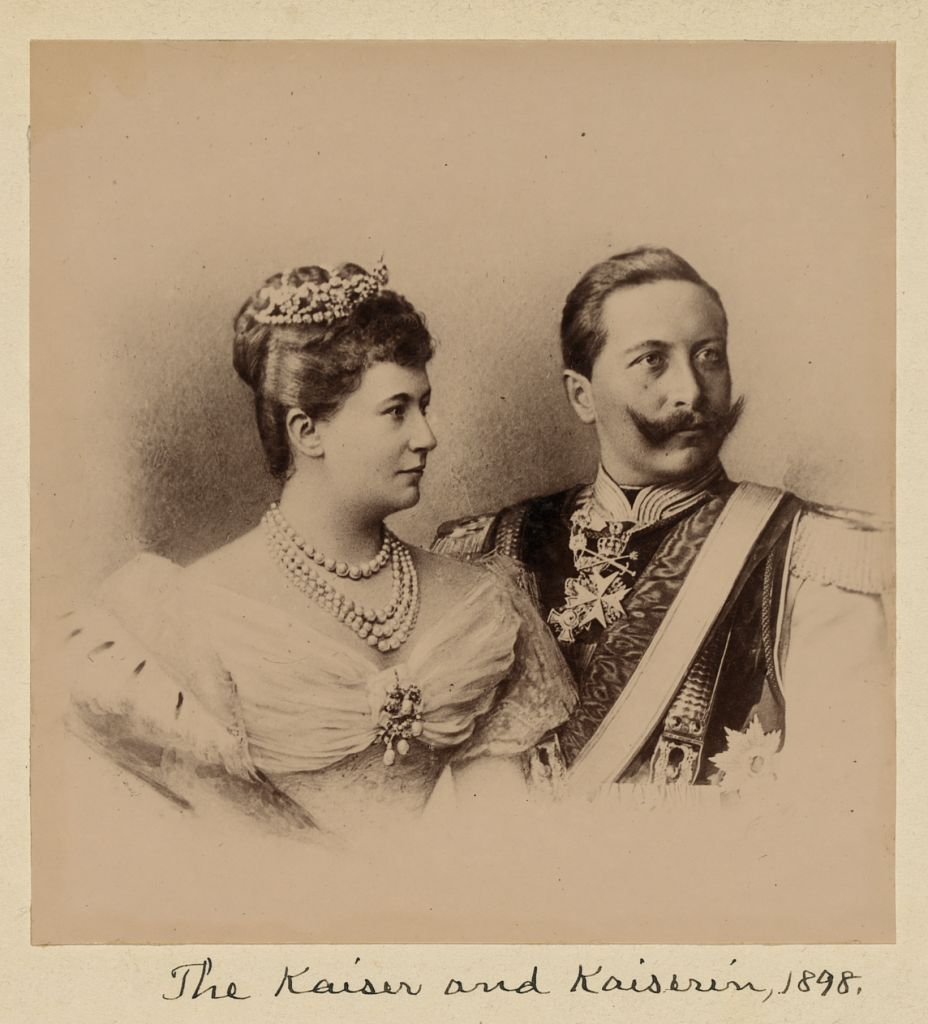
Le Kaiser Guillaume II et son épouse l'impératrice Augusta-Victoria (1906).

Sophie profite donc du voyage qu’elle effectue avec son époux en Allemagne à l’occasion du mariage de sa sœur Victoria avec le prince Adolphe de Schaumbourg-Lippe, en novembre 1890, pour annoncer personnellement à son frère son intention de changer de religion. Comme prévu, la nouvelle déplaît fortement au Kaiser et à son épouse, la très pieuse Augusta-Victoria de Schleswig-Holstein-Sonderbourg-Augustenbourg. Cette dernière tente même de dissuader sa belle-sœur de se convertir, ce qui déclenche une violente dispute entre les deux femmes. Une fois mis au courant, Guillaume est quant à lui si furieux qu’il menace Sophie de l’exclure de la famille royale de Prusse. Pressée par sa mère de se montrer conciliante, Sophie finit donc par écrire à son frère une lettre lui expliquant les raisons de sa conversion. Mais le Kaiser ne veut rien entendre et il interdit à sa sœur de pénétrer pendant trois ans sur le territoire allemand,.
Sophie se convertit officiellement le 2 mai 1891 et la sentence impériale n’est finalement jamais mise à exécution. Malgré tout, les relations entre Guillaume II et sa sœur sont durablement marquées par la décision de Sophie. De fait, le Kaiser est un homme extrêmement rancunier et il n'a désormais de cesse de faire payer à sa cadette sa désobéissance,.

#### Famille et vie privée

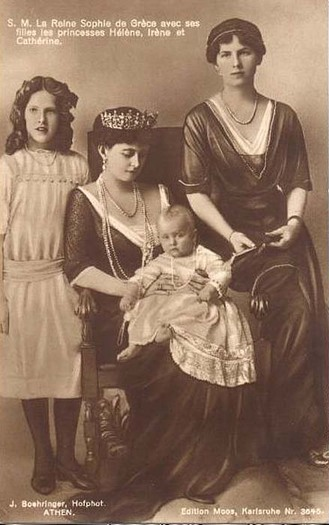
Sophie et ses filles Irène, Catherine et Hélène en 1913.

Les relations de Sophie et de Constantin sont harmonieuses. Malgré tout, la fidélité n’est pas la plus grande qualité du diadoque et son épouse doit bientôt composer avec ses nombreuses relations extraconjugales. D’abord choquée par ce qu’elle considère comme une trahison, Sophie ne tarde pas à suivre les pas de sa belle-mère et à fermer les yeux sur le comportement de son mari. À partir de 1912 cependant, les deux époux s’éloignent quelque peu l’un de l’autre. À cette époque, le diadoque noue en effet une amitié amoureuse avec la comtesse Paola d’Ostheim, divorcée du prince Hermann de Saxe-Weimar-Eisenach, et les deux amants entretiennent une correspondance étroite jusqu'à la mort de Constantin. Dans les mêmes moments, une rumeur persistante veut que Sophie ait trompé son mari et que sa fille Catherine ait été le fruit de cet écart. Mais, vrais ou non, les bruits qui courent n'affectent pas Constantin qui reconnaît sans difficulté sa paternité.
Dans l'intimité, le diadoque et son épouse communiquent en anglais et c'est essentiellement dans cette langue qu'ils élèvent leur nombreuse progéniture (voir ci-dessus). Leurs enfants grandissent dans une atmosphère aimante et chaleureuse, au milieu d’une cohorte de précepteurs et de gouvernantes britanniques. Comme sa mère, Sophie transmet en effet à sa descendance l’amour du Royaume-Uni et la famille se rend, chaque année, plusieurs semaines en Angleterre, où elle fréquente les plages de Seaford et d'Eastbourne. Les vacances d'été de la famille se passent cependant plutôt en Allemagne, à Friedrichshof, chez l’impératrice douairière, mais aussi à Corfou et à Venise, où la famille royale se rend à bord du yacht Amphitrite.

#### Travail social

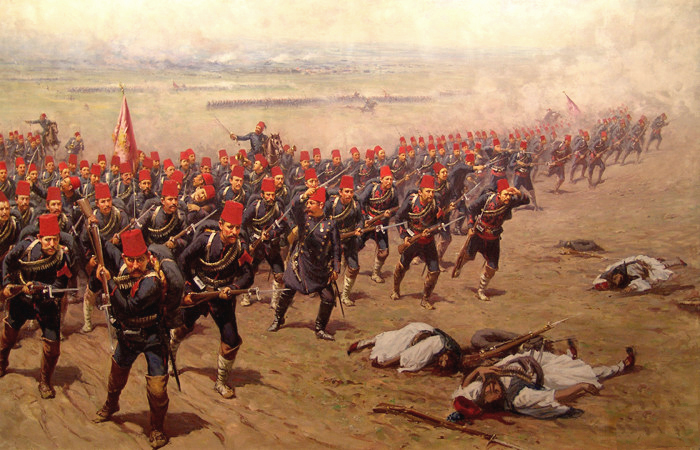
Représentation de la bataille de Domokos (en Thessalie) par Fausto Zonaro. Livrée le 17 mai 1897, elle oppose les troupes ottomanes aux forces grecques commandées par le diadoque Constantin. Ces dernières sont alors battues et contraintes de se retirer.

Tout au long de sa vie en Grèce, Sophie s’implique activement dans le travail social et l’aide aux défavorisés. Suivant les traces de la reine Olga, elle mène ainsi différentes initiatives dans le domaine de l’éducation, des soupes populaires et du développement des hôpitaux et des orphelinats. En 1896, la princesse fonde par ailleurs l’Union des femmes grecques, une organisation particulièrement active dans le domaine de l’aide aux réfugiés issus de l’Empire ottoman,. Passionnée par l'arboriculture et préoccupée par les incendies qui ravagent régulièrement son pays, Sophie s'intéresse également à la question du reboisement,. Elle est, en outre, l’une des fondatrices de la Société protectrice des animaux grecque.
C’est cependant lors des guerres que la Grèce traverse à la fin du XIXe et au début du XXe siècle que Sophie se montre la plus active sur le plan social. En 1897 éclate ainsi la guerre de Trente Jours qui oppose Grecs et Ottomans à propos de la possession de la Crète et qui débouche sur une humiliante défaite hellène. Durant ce conflit, Sophie et les autres membres féminins de la famille royale travaillent activement avec la Croix-Rouge grecque dans le but de porter secours aux soldats blessés. À Athènes comme sur le front thessalien, la princesse héritière met ainsi en place des hôpitaux de campagne, rend visite aux blessés et administre même directement des soins aux victimes des combats. Sophie facilite par ailleurs l’arrivée d’infirmières anglaises en Grèce et participe également à la formation des jeunes femmes volontaires pour apporter leur aide aux soldats blessés.
L’implication de Sophie et de sa belle-mère dans le secours aux victimes des combats (et cela qu'elles soient d'origine grecque ou turque) est si active qu’elle suscite l’admiration des autres cours européennes. En récompense de leur travail, les deux femmes sont donc décorées de la croix rouge royale par la reine Victoria, en décembre 1897. Malheureusement pour la princesse héritière, son implication en faveur des blessés trouve beaucoup moins d’écho dans son propre pays, où la population reproche à la famille royale, et surtout au diadoque Constantin, la défaite face aux Ottomans.

### Un tournant de siècle difficile

#### Les conséquences de la guerre de Trente Jours

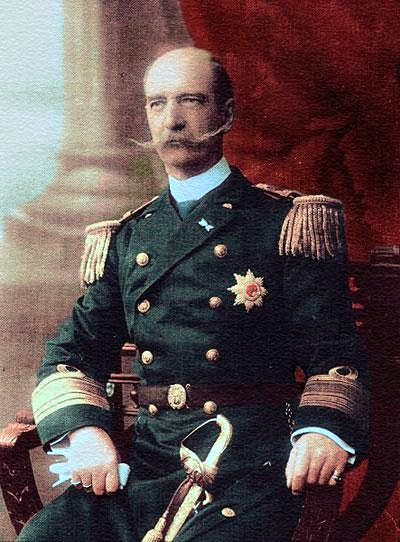
Le roi Georges Ier de Grèce, vers 1910.

Après la guerre de Trente Jours, un puissant mouvement antidynastique se développe en Grèce et Sophie elle-même n’est pas épargnée par les critiques. Toujours désireux de punir sa sœur pour sa désobéissance, le Kaiser Guillaume II d’Allemagne a ouvertement soutenu l’Empire ottoman durant le conflit et il n’a accepté d’offrir sa médiation qu’après avoir été supplié par sa sœur, sa mère et sa grand-mère. Il a en outre exigé que le royaume hellène se plie à d’humiliantes conditions en échange de son intervention et les Grecs sont convaincus qu’il a agi ainsi avec l’accord de sa sœur,,.
Mais Sophie n'est pas la seule proie de la vindicte populaire. De fait, à Athènes, on parle de jeter le diadoque devant un tribunal militaire pour le punir de la défaite nationale et de destituer le roi Georges Ier comme on l’avait fait pour son prédécesseur,. Plusieurs semaines après la signature du traité de paix entre la Grèce et la Turquie, la situation reste si tendue que le souverain est l'objet d'une tentative d’assassinat alors qu'il se promène en carrosse découvert avec sa fille, la princesse Marie. Mais Georges Ier se conduit alors si bravement que la population lui rend immédiatement une partie de son estime,.
Dans ces conditions difficiles, Constantin et Sophie choisissent de s’installer quelque temps à l’étranger. En 1898, ils s’établissent ainsi à Kronberg, puis à Berlin. Là, le diadoque reprend sa formation militaire auprès du général Colmar von der Goltz et reçoit pendant un an le commandement d’une division prussienne. Afin de marquer leur rapprochement, le Kaiser Guillaume II nomme par ailleurs Sophie commandant honoraire du IIIe régiment de la Garde impériale.
Le couple princier revient en Grèce en 1899 et le gouvernement de Geórgios Theotókis nomme alors Constantin à la tête de l'état-major hellène. Cette promotion fait cependant grincer bien des dents au sein de l’armée, qui considère toujours le diadoque comme le principal responsable de la défaite de 1897.

#### Disparitions familiales

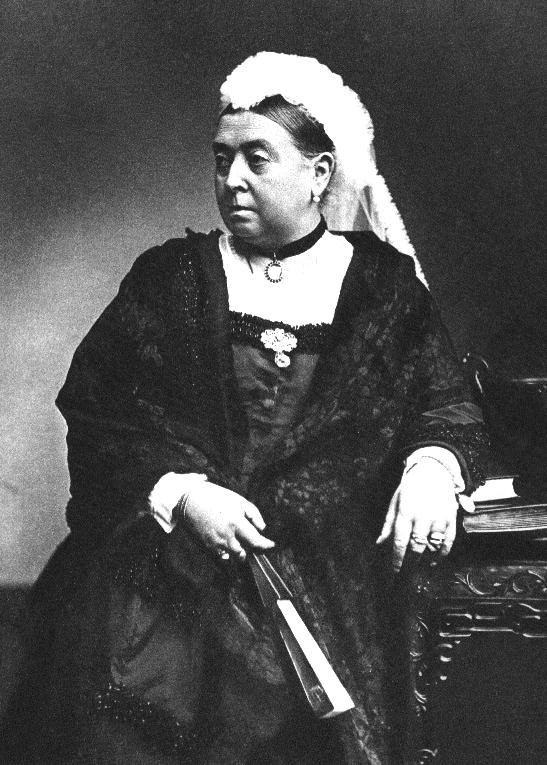
La reine Victoria vers 1890.

De retour en Grèce avec son époux, la princesse Sophie reprend son travail caritatif. Cependant, la santé de sa mère et de sa grand-mère anglaise l’inquiètent énormément. L’impératrice douairière d’Allemagne est en effet atteinte d’un cancer, qui la fait extrêmement souffrir,. Quant à la reine du Royaume-Uni, elle approche les quatre-vingts ans et sa famille sait que ses jours sont désormais comptés. Or, les dernières années de son règne sont marquées par la seconde guerre des Boers, durant laquelle le Royaume-Uni subit de terribles pertes face à la résistance afrikaner. Sophie craint donc que les difficultés subies par les Britanniques en Afrique du Sud ne minent la santé déjà fragile de sa grand-mère.
La reine Victoria meurt finalement d’une hémorragie cérébrale le 22 janvier 1901, à Osborne House. Très touchée par le décès de la souveraine, Sophie ne peut se rendre au Royaume-Uni pour ses funérailles mais elle assiste à une cérémonie religieuse en son honneur à Athènes avec le reste de la famille royale de Grèce.
Quelques mois plus tard, durant l’été 1901, Sophie se rend à Friedrichshof pour veiller sur sa mère, dont la santé ne cesse de décliner. Enceinte de cinq mois, la princesse sait que l'impératrice douairière est en train de mourir et, avec ses sœurs Victoria et Marguerite, elle l’accompagne jusqu’à son dernier souffle, le 5 août,. En l’espace de sept mois, Sophie perd ainsi deux de ses parents les plus proches. Cependant, la nouvelle maternité de la princesse ne lui permet guère de s’apitoyer sur son sort.

#### Le «coup de Goudi» et ses conséquences

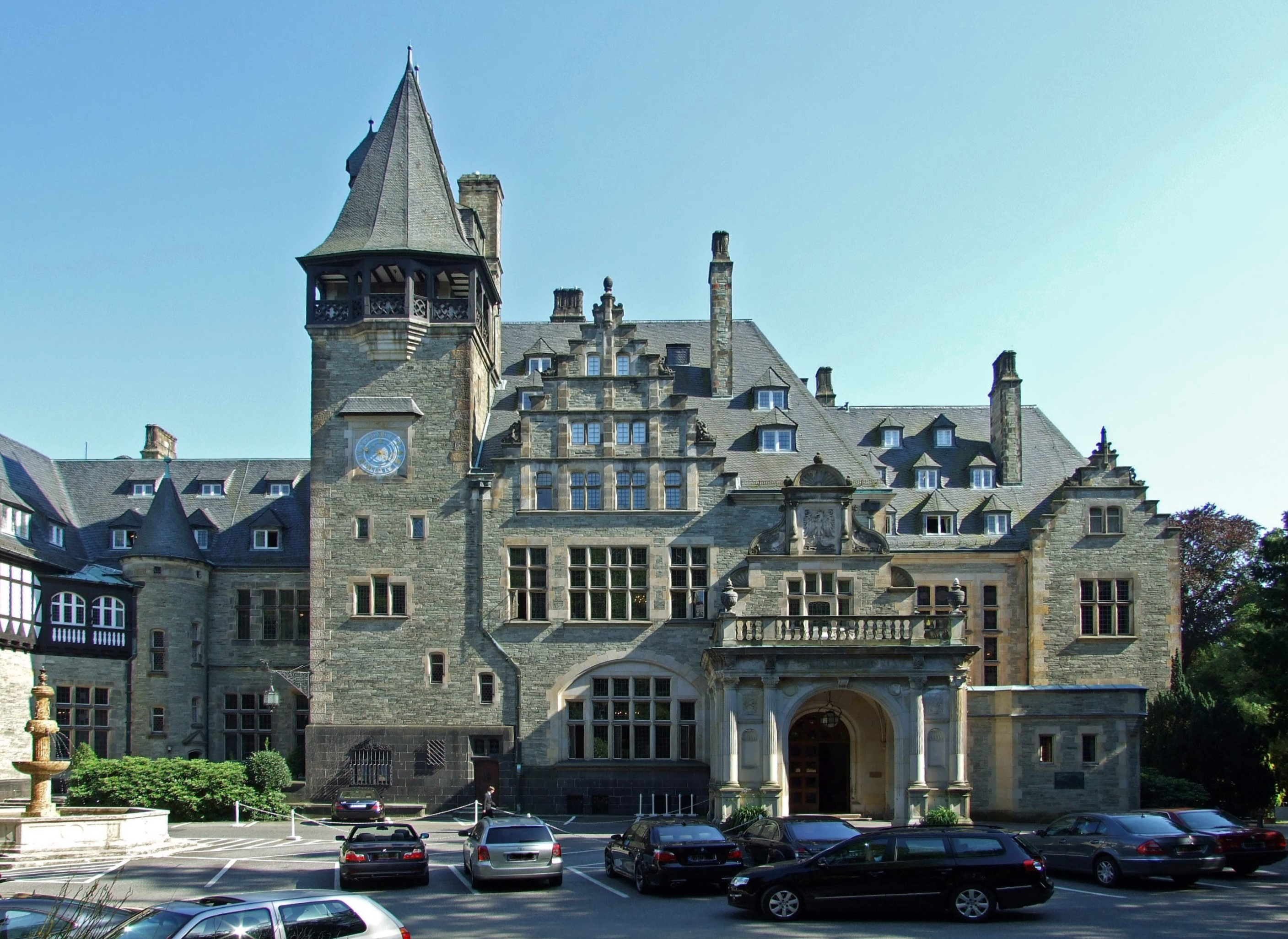
Le château de Friedrichshof, ancienne résidence de l'impératrice douairière d'Allemagne.

En Grèce, la vie politique reste très instable pendant toutes les premières années du XXe siècle et la Grande Idée (en grec moderne : Μεγάλη Ιδέα / Megáli Idéa) continue à être au centre des préoccupations de la population. Or, en 1908, les autorités crétoises proclament unilatéralement le rattachement de leur île au royaume hellène. Mais, par peur des représailles turques, le gouvernement grec refuse de reconnaître l’annexion, même si l’île est, de facto, détachée de l’Empire ottoman. À Athènes, la pusillanimité du roi et du gouvernement choque, et cela particulièrement chez les militaires. Le 15 août 1909, un groupe d’officiers, réunis dans la « Ligue militaire » (en grec : Στρατιωτικός Σύνδεσμος / Stratiotikos Syndesmos), organise donc un coup d'État : c’est le « coup de Goudi ». Bien que se déclarant monarchistes, les membres de la Ligue, dirigée par Nikólaos Zorbás, demandent, entre autres, au souverain de démettre ses fils de l’armée. Officiellement, il s'agit de protéger les princes des jalousies que pourraient faire naître leurs amitiés avec certains militaires. Mais la réalité est bien différente : les officiers continuent en effet à juger le diadoque responsable du traumatisme de 1897.
La situation est alors si tendue que les fils de Georges Ier sont obligés de démissionner de leurs postes militaires afin d’épargner à leur père la honte de devoir les renvoyer,. En septembre, le diadoque, son épouse et leurs enfants choisissent par ailleurs de quitter la Grèce et se réfugient en Allemagne, à Friedrichshof, désormais propriété de la princesse Marguerite de Prusse,. Au même moment, à Athènes, on parle de renverser les Oldenbourg, d’instaurer la république ou de remplacer le souverain par un fils bâtard d’Othon Ier, par un prince étranger ou encore par le futur Georges II, avec une régence de Sophie.

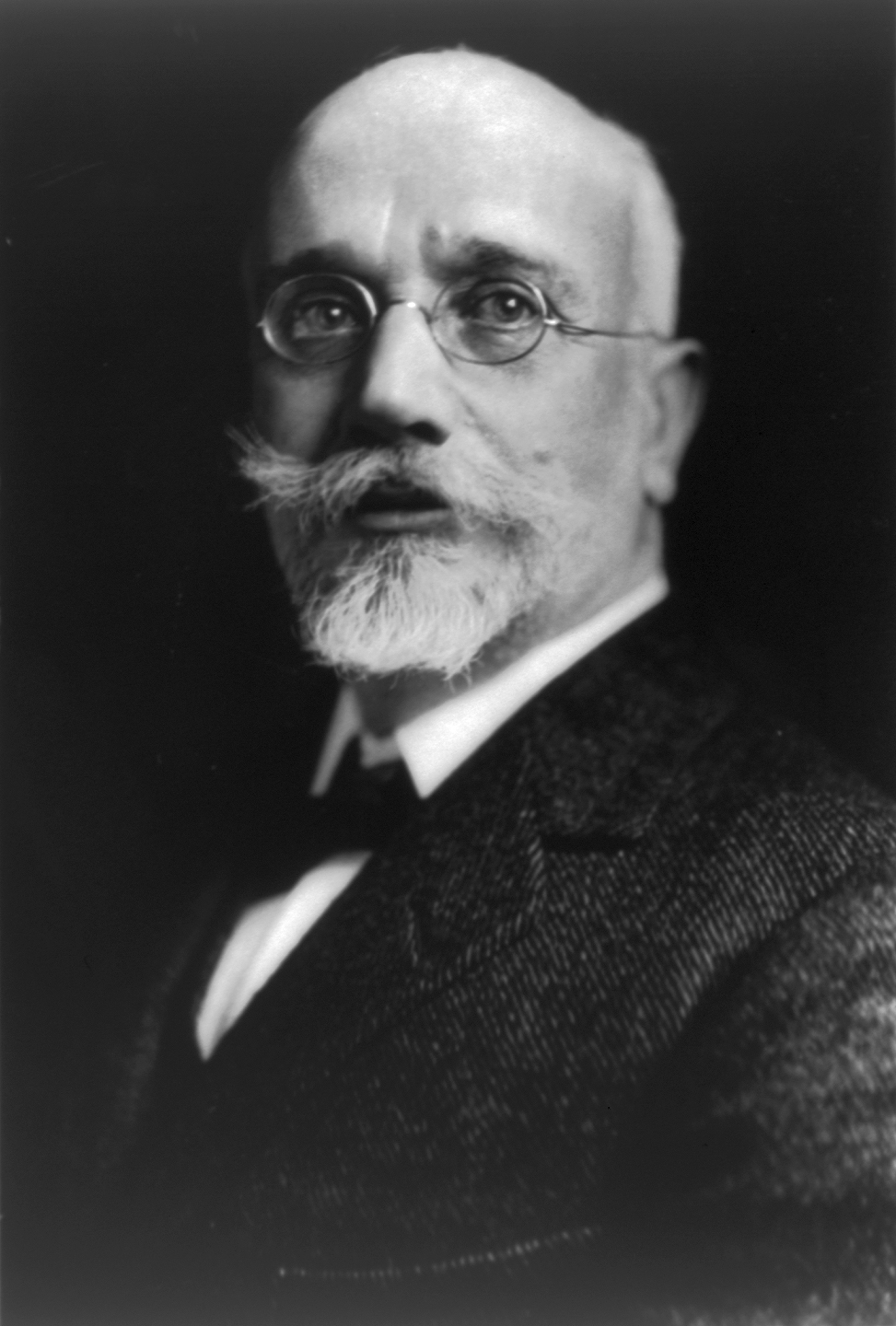
Elefthérios Venizélos, nouveau Premier ministre après 1910.

En décembre 1909, le colonel Zorbás, chef de la Ligue militaire, fait pression sur Georges Ier pour qu’il le nomme à la tête du gouvernement à la place du Premier ministre Kyriakoúlis Mavromichális. Le souverain refuse mais le gouvernement doit engager des réformes qui vont dans le sens des militaires. L’état-major est réorganisé et les proches du diadoque, parmi lesquels Ioánnis Metaxás, sont écartés. Dans le même temps, des militaires français sont appelés pour réorganiser l'armée grecque, ce qui fait craindre à Sophie et à son époux le développement d'idées républicaines parmi les militaires.
En dépit de ces réformes, une partie des membres de la Ligue militaire continue à s'opposer au gouvernement dans le but de prendre le pouvoir. Ceux-ci se rendent alors en Crète pour y rencontrer le chef du gouvernement de l’île, Elefthérios Venizélos, et lui proposer le poste de Premier ministre, à Athènes. Mais le dirigeant crétois ne souhaite pas apparaître en Grèce comme l’homme de l’armée et il convainc les militaires de pousser à l’organisation de nouvelles élections législatives. En mars 1910, le souverain hellène finit par convoquer des élections et Venizélos et ses partisans arrivent au pouvoir. Pour la famille royale, c'est un moment difficile.
Malgré tout, Venizélos ne cherche pas à affaiblir la couronne. Pour bien montrer qu'il n'obéit pas à l'armée, il redonne leurs fonctions militaires aux membres de la famille royale et le diadoque redevient ainsi chef d'état-major. Rentrée en Grèce le 21 octobre 1910, après plus d’un an d’exil, Sophie reste pourtant très méfiante vis-à-vis du nouveau gouvernement et des militaires. Elle refuse ainsi tout contact avec Venizélos, qu’elle juge en partie responsable des humiliations subies par la famille royale. La princesse en veut par ailleurs à son beau-père, qu'elle accuse d'avoir fait preuve de faiblesse durant la crise,.

#### Infirmière pendant la Première Guerre balkanique

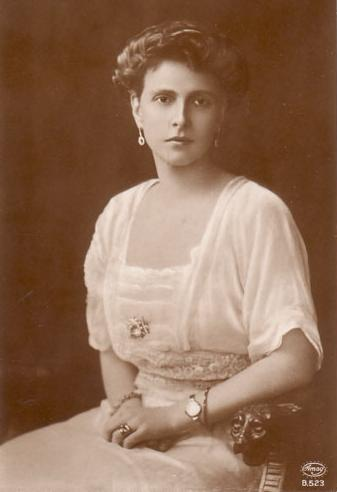
Alice de Battenberg, cousine et belle-sœur de Sophie (en 1885).

Après l'arrivée de Venizélos au pouvoir et sous la supervision du diadoque Constantin, l’armée hellène est modernisée et équipée, avec le soutien d’officiers français et anglais. De nouveaux navires de guerre sont également commandés par la marine. Le but de cette modernisation est de rendre le pays prêt à une nouvelle guerre contre l'Empire ottoman. Mais, pour vaincre son ennemi et réaliser la Grande Idée, la Grèce a besoin d'alliés. C'est la raison pour laquelle, sous l'égide du Premier ministre grec, Athènes signe des alliances avec ses voisins et participe à la création de la Ligue balkanique, en juin 1912. Ainsi, lorsque le Monténégro déclare la guerre à l'Empire ottoman le 8 octobre 1912, il est rejoint, moins d’une dizaine de jours plus tard, par la Serbie, la Bulgarie et la Grèce. C’est le début de la Première guerre balkanique.
Tandis que le diadoque et ses frères prennent le commandement des troupes grecques, la reine Olga, Sophie et ses belles-sœurs (Marie Bonaparte, Hélène Vladimirovna de Russie et Alice de Battenberg) prennent en charge l’aide aux soldats blessés et aux réfugiés. En un mois, les princesses collectent ainsi 80 000 vêtements destinés à l’armée et réunissent autour d’elles médecins, infirmières et matériel médical. La reine et la princesse héritière ouvrent par ailleurs une souscription publique dans le but de créer de nouveaux hôpitaux à Athènes et sur le front,. Très actives, les princesses ne se contentent pas de rester à l’arrière mais se rendent également sur le théâtre des opérations militaires. Olga et Sophie visitent ainsi Larissa et Elassóna tandis que la princesse Alice effectue de longs séjours en Épire et en Macédoine. La grande-duchesse Hélène dirige quant à elle un train-ambulance et Marie Bonaparte met en place un navire-hôpital qui relie Thessalonique à la capitale.
Mais si la guerre est l'occasion, pour les princesses, de se montrer utiles vis-à-vis de leur pays d'adoption, elle exacerbe également les rivalités au sein de la famille royale. Le conflit fait ainsi naître, chez Sophie, une certaine jalousie vis-à-vis de sa cousine et belle-sœur, la princesse de Battenberg. De fait, une violente dispute oppose les deux jeunes femmes après qu’Alice a envoyé, sans en demander l'autorisation à Sophie, des infirmières dépendant de la princesse héritière à Thessalonique. D'apparence anodine, l’événement provoque un réel malaise au sein de la famille et la reine Olga se montre d'autant plus choquée par l'attitude de Sophie que la princesse est soutenue par son époux,.

### Reine des Hellènes

#### De l'assassinat de GeorgesIerà la Deuxième Guerre balkanique

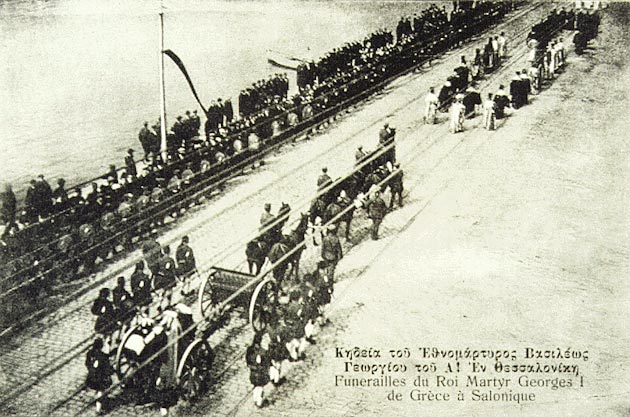
Carte postale souvenir prise lors des funérailles du roi Georges Ier.

La Première guerre balkanique se termine en 1913 par la défaite de l’Empire ottoman, vaincu par les forces grecques, bulgares, serbes et monténégrines coalisées. Le royaume hellène sort considérablement agrandi du conflit mais, rapidement, des dissensions se font sentir entre les puissances alliées : Athènes et Sofia se disputent en effet la possession de Thessalonique et de sa région.
Afin d’affirmer le droit des Grecs sur la principale ville de Macédoine, le roi Georges Ier se rend dans la cité quelque temps après sa conquête par l'époux de Sophie, le 8 décembre 1912. Durant son long séjour dans la ville, le souverain sort tous les jours se promener sans escorte dans les rues, comme il en a pris l’habitude à Athènes. Or, le 18 mars 1913, un anarchiste du nom d'Aléxandros Schinás profite de la quasi-solitude du roi pour l’assassiner d’un coup de feu, alors qu’il se trouve près de la Tour blanche.

L'expansion territoriale de la Grèce entre 1832 et 1947. Les territoires annexés pendant les guerres balkaniques apparaissent en vert.

Lorsqu'elle apprend l'assassinat du monarque, Sophie se trouve à Athènes. Désormais reine des Hellènes, c'est elle qui est chargée d'annoncer la nouvelle du meurtre à sa belle-mère. Elle se rend donc avec sa fille aînée auprès de la vieille souveraine, qui reçoit la nouvelle de manière stoïque. Dès le lendemain, les membres de la famille royale présents dans la capitale partent en direction de Thessalonique. Arrivés dans la cité macédonienne, ils visitent les lieux de l’assassinat et se recueillent sur la dépouille du roi avant de le raccompagner à Athènes et de l’enterrer à Tatoï.
Dans ce contexte difficile, la mort de Georges Ier scelle l'appartenance de Thessalonique à la Grèce. Malgré tout, une Deuxième guerre balkanique éclate en juin 1913 à propos de la division de la Macédoine entre les anciens alliés du premier conflit. De nouveau victorieuse, la Grèce sort de cette guerre considérablement agrandie et Constantin et Sophie en retirent un grand prestige.

#### Vie privée
Après leur accession au trône, Constantin et Sophie continuent à mener la vie simple qui était la leur lorsqu’ils n’étaient qu’héritiers. Ils consacrent ainsi leur temps libre à la botanique, qui est leur passion commune, et transforment les jardins du nouveau palais royal sur le modèle anglais,.
Le couple reste très proche des autres membres de la famille souveraine, et particulièrement du prince Nicolas. Chaque mardi, les souverains vont ainsi dîner chez le frère du roi et son épouse et, le jeudi, c’est au tour de ceux-ci de se rendre au palais royal.

#### Le déclenchement de la Première Guerre mondiale
Lorsque éclate la Première Guerre mondiale, Sophie séjourne à Eastbourne avec plusieurs de ses enfants tandis que son époux et leur fille Hélène sont les seuls représentants de la dynastie encore présents à Athènes. Mais, face à la gravité des événements, la reine rentre rapidement en Grèce, où elle est bientôt rejointe par le reste de la famille royale.

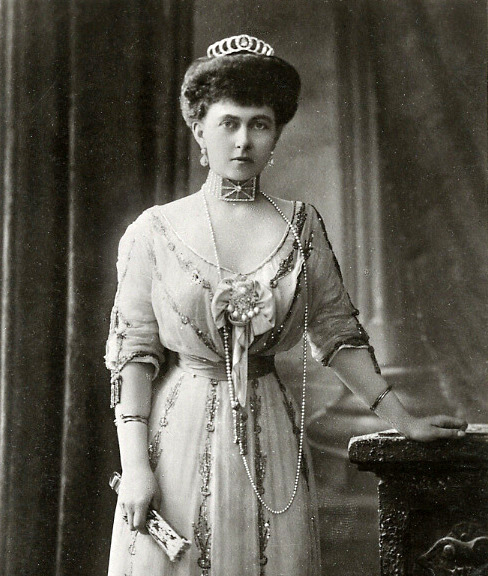
Parce qu'elle est la sœur du Kaiser, Sophie (ici en 1913) est soupçonnée par Venizélos et les Alliés de pousser son époux à mener une politique pro-allemande.

Alors que les grands États européens entrent un à un dans le conflit, la Grèce proclame officiellement sa neutralité. Petits-enfants du « beau-père » et de la « grand-mère de l’Europe », Constantin et Sophie sont étroitement liés aux monarques de la Triplice et de l’Entente. Surtout, le roi et la reine sont conscients que la Grèce est ressortie très affaiblie des guerres balkaniques et qu’elle n’est pas du tout prête à participer à un nouveau conflit. Tous, en Grèce, ne partagent cependant pas l’avis des souverains. Le Premier ministre Elefthérios Venizélos souhaite ainsi profiter du déclenchement de la guerre pour mener à bien la Megali Idea et poursuivre le dépeçage de l’Empire ottoman.
Les choses se compliquent lorsque les puissances de l’Entente se lancent dans la bataille des Dardanelles, en février 1915. Désireux de libérer les populations grecques d’Asie Mineure du joug ottoman, Constantin se déclare, dans un premier temps, prêt à offrir son soutien aux Alliés et à faire entrer son pays dans la bataille. Cependant, le roi se retrouve confronté à l’opposition de son état-major et, en particulier, de Ioánnis Metaxás, qui menace de démissionner si la Grèce entre en guerre alors qu’elle n’en a pas les moyens. Constantin fait donc marche arrière, ce qui provoque la fureur de Venizélos. Persuadé que le couple royal est de connivence avec le Kaiser, le Premier ministre tente alors de faire entrer son pays dans la guerre en dépit de l’opposition de la couronne. Mais, face au front commun du roi, de l’armée et de la majorité du gouvernement, l’homme politique finit par donner sa démission le 6 mars,.
Affaibli par tous ces événements, Constantin Ier tombe gravement malade après la crise. Atteint d’une pleurésie aggravée d’une pneumonie, il prend le lit durant plusieurs semaines et manque de mourir. En Grèce, l’opinion publique s’émeut, d’autant qu’une rumeur, propagée par les vénizélistes, dit que le roi n’est pas malade mais que Sophie l’a, en réalité, blessé d'un coup de couteau au cours d’une dispute où elle prétendait le forcer à entrer en guerre aux côtés de son frère,.

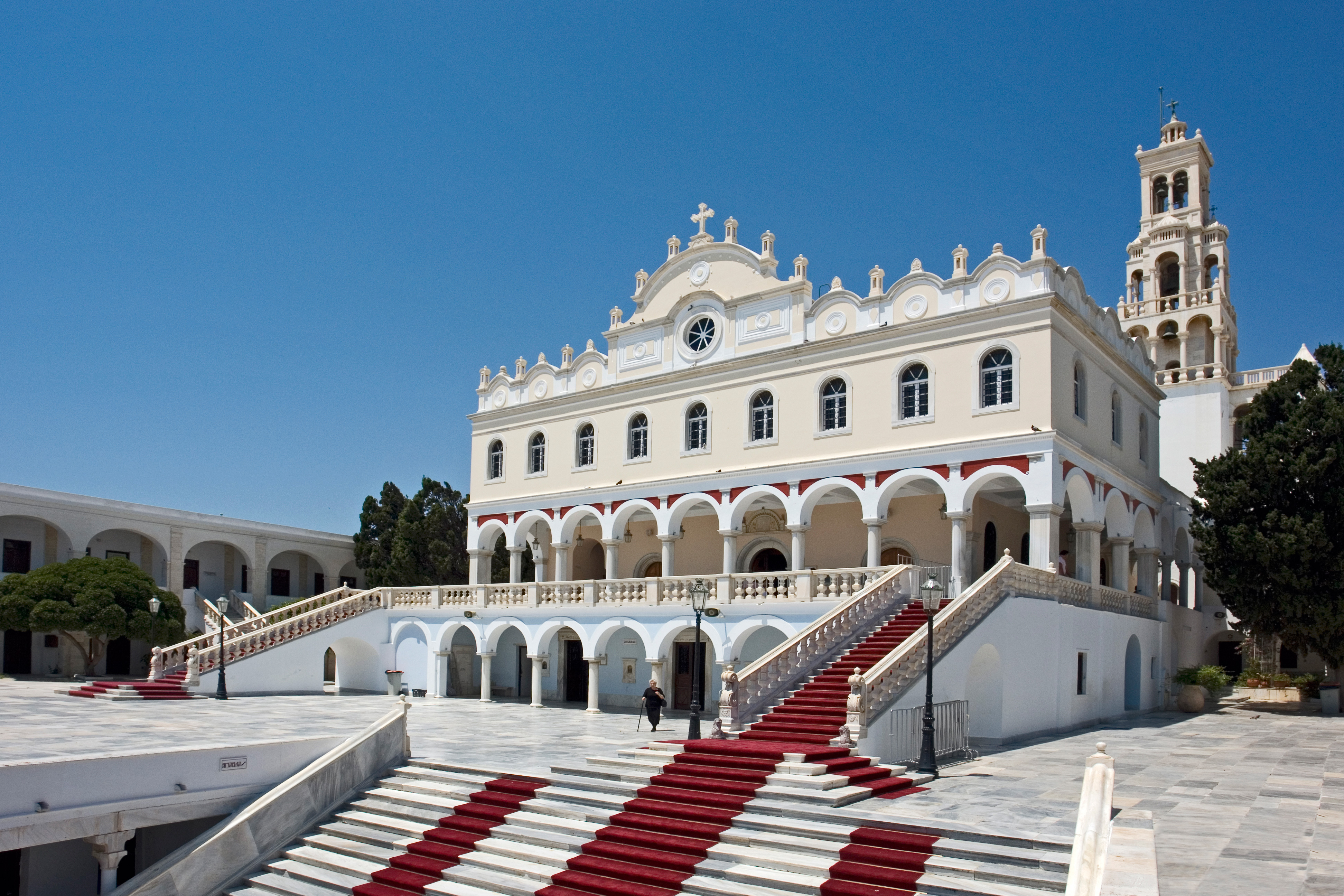
La Panaghia de Tinos où est conservée l'icône miraculeuse de la Vierge à l'Enfant.

La santé du souverain décline tellement qu’un navire est envoyé dans l’île de Tinos afin d’y chercher une icône miraculeuse de la Vierge à l'Enfant censée soigner les malades. Alors que le roi a déjà reçu les derniers sacrements, il recouvre partiellement la santé après avoir embrassé l’image pieuse. Sa situation reste cependant préoccupante et il faut l’opérer avant qu’il puisse reprendre ses fonctions. Soulagée par la rémission de son mari, Sophie offre alors, en guise d’ex-voto, un saphir pour enrichir l’icône,.
Pendant la période de maladie du roi, l’Entente continue à faire pression sur la Grèce pour qu’elle entre en guerre à ses côtés. Nommé Premier ministre après le départ de Venizélos, Dimítrios Goúnaris propose donc l’intervention de son pays dans le conflit en échange de la protection des Alliés contre une éventuelle attaque bulgare. Cependant, l’Entente, désireuse de nouer une alliance avec Sofia, refuse l’accord.

#### La rupture avec Venizélos
En juin 1915, des élections législatives donnent la victoire aux venizélistes. Un mois plus tard, Constantin Ier, toujours convalescent, reprend la tête du pays et finit par rappeler Venizélos à la tête du cabinet le 16 août. En septembre, la Bulgarie entre en guerre aux côtés des puissances centrales et attaque la Serbie, alliée à la Grèce depuis 1913. Venizélos demande alors au souverain de proclamer la mobilisation générale, ce que celui-ci refuse. Afin d’éviter une nouvelle crise politique, Constantin finit cependant par proclamer la mobilisation tout en faisant clairement savoir qu’il s’agit là d’une mesure purement défensive. Afin de forcer la main du roi, le Premier ministre invite, le 3 octobre, les Alliés à occuper le port de Thessalonique mais Constantin le renvoie au moment où les forces franco-italo-anglaises débarquent dans la ville. Entre Venizélos et la famille royale, la rupture est désormais définitive,.

Les opérations militaires en Serbie et dans les Balkans en 1914-1915.

Du côté des gouvernements alliés, l’attitude de Constantin et de Sophie apparaît comme une véritable trahison et c’est désormais sous les traits de germanophiles convaincus qu’ils apparaissent dans les journaux de l’Entente,. La presse française accuse ainsi la reine de se rendre régulièrement sur les plages de Phalère pour y soutenir le ravitaillement des sous-marins allemands en carburant.
Il faut dire qu'en refusant d’entrer en guerre, Athènes empêche les troupes franco-britanniques de venir en aide à la Serbie, dont les armées se retrouvent bientôt débordées par la coalition austro-bulgare, ce qui rend encore plus incertaine la victoire alliée dans les Dardanelles. En guise de représailles, l'Entente ordonne à Athènes de démobiliser son armée tandis que la loi martiale est proclamée à Thessalonique et qu'un blocus partiel est imposé à la Grèce.
Malgré tout, le roi et la reine sont loin de perdre leurs appuis dans le pays. Le retrait des troupes britanniques des Dardanelles, en décembre 1915, renforce, au contraire, la confiance de nombreux Grecs dans leur souverain et Constantin profite de cet événement pour convoquer de nouvelles élections. Conscient de la défaite électorale qui les attend sûrement, Venizélos et ses partisans refusent, quant à eux, de participer au scrutin et déclarent le nouveau parlement hellénique illégal.

#### Tentatives d'assassinat
Dès lors, le gouvernement grec mène une politique de plus en plus favorable à la Duplice. Athènes proteste ainsi officiellement contre le transfert de l’armée serbe à Corfou puis à Thessalonique. Des ordres sont, par ailleurs, donnés aux officiers présents à la frontière de ne pas s’opposer à une éventuelle avancée bulgare dans le pays, ce qui se produit le 27 mai 1916. Enfin, Constantin Ier proclame symboliquement, en avril 1916, l’annexion de l’Épire du Nord à la Grèce dans le but de protester contre l’intervention italienne en Albanie.

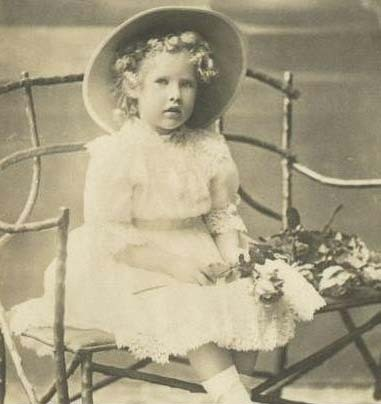
La princesse Catherine en 1917.

Désormais considérés comme des ennemis de l’Entente, Constantin et Sophie doivent faire face à l’opposition de plus en plus violente de celle-ci. La France met ainsi au point différents projets d’enlèvement ou d’assassinat des souverains. Le 14 juillet 1916, un incendie criminel, probablement déclenché par des agents de Paris, se produit dans la forêt qui entoure le palais royal de Tatoï. Dans la confusion de l'événement, Sophie sauve sa plus jeune fille, la princesse Catherine, et parcourt plus de deux kilomètres dans les bois avec l'enfant dans les bras. Plusieurs membres de la famille royale, dont Constantin lui-même, sont blessés et la résidence des souverains est en grande partie détruite par les flammes. Surtout, seize (ou dix-huit, selon les sources) soldats et autres membres du personnel du palais sont tués,.
Après ces événements, l’attitude de la famille royale vis-à-vis de l’Allemagne évolue considérablement. Entre décembre 1916 et février 1917, la reine Sophie, qui s’était longtemps montrée moins germanophile que son époux, envoie ainsi plusieurs télégrammes à son frère lui demandant quand les troupes de la Triplice seraient en mesure d’intervenir en Macédoine. Pourtant, la souveraine garde de la rancœur vis-à-vis du Kaiser du fait de son attitude au moment de son mariage et de sa conversion à l’orthodoxie. Mais la violation de la neutralité grecque par l’Entente et les menaces contre la vie de son mari et de ses enfants la conduisent progressivement à changer d’avis vis-à-vis des Alliés,.

#### Entre schisme national et pressions de l'Entente

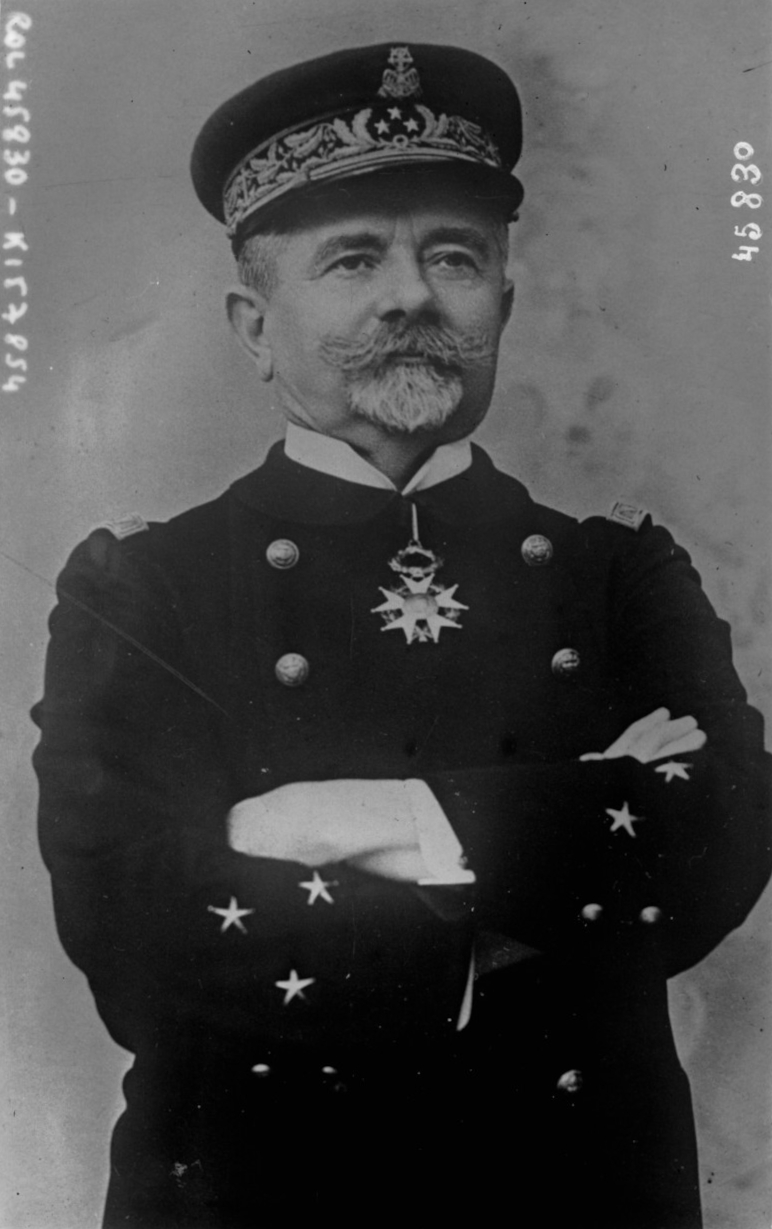
Le vice-amiral français Louis Dartige du Fournet en 1915.

En octobre 1916, Elefthérios Venizélos met en place, à Thessalonique, un gouvernement provisoire rival de celui mené par Spyrídon Lámpros à Athènes : c’est le début du « Schisme national » (en grec : εθνικός Διχασμός / ethnikós Dikhasmós). Parallèlement, une flotte franco-britannique, commandée par le vice-amiral Louis Dartige du Fournet, occupe la baie de Salamine pour faire pression sur Athènes, à qui divers ultimatums, concernant principalement le désarmement de son armée, sont envoyés. Avec le blocus, le ravitaillement de la capitale est de plus en plus difficile et la famine s’installe. Sophie redouble donc d’effort pour secourir les plus démunis. Avec la Ligue patriotique des femmes grecques, elle parvient à distribuer 10 000 repas par jour, ainsi que des vêtements, des couvertures, des médicaments et du lait pour les enfants. Malgré tout, la situation est de plus en plus difficile.
Le 1er décembre 1916, Constantin Ier cède finalement aux exigences françaises et des soldats de l’Entente débarquent à Athènes pour s'emparer de pièces d'artillerie promises par le souverain deux mois plus tôt. Mais des réservistes hellènes se mobilisent secrètement avant l’intervention et fortifient Athènes,. Les Français sont donc accueillis par un feu nourri et leur massacre est surnommé par la presse de l’époque les « Vêpres grecques ». Après l’événement, le roi félicite son ministre de la guerre et le général Dousmanis.
En face, l'Entente réagit assez mollement. La flotte française bombarde le palais royal d'Athènes, ce qui oblige Sophie et ses enfants à se réfugier dans les caves du château durant plusieurs heures. Surtout, le gouvernement d'Aristide Briand propose aux alliés de déposer Constantin et de le remplacer par son frère cadet, le prince Georges. Cependant, la Russie, mais aussi l'Italie, refusent d’intervenir parce qu’elles craignent les revendications grecques sur l’Asie mineure et à cause des liens de parenté unissant Constantin au tsar Nicolas II.

### Premier exil

#### Destitution et séparation familiale

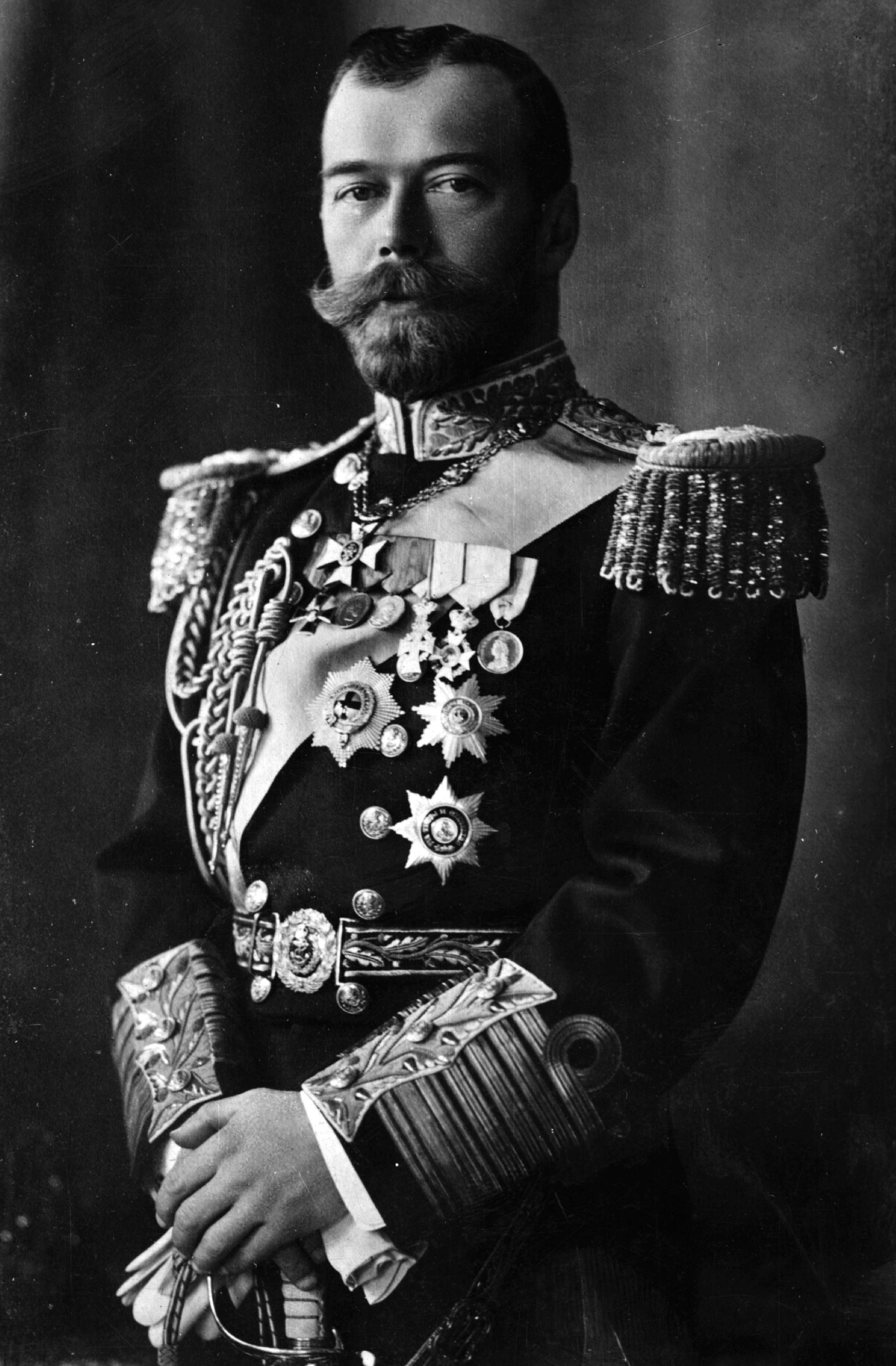
Le tsar Nicolas II de Russie, cousin et protecteur de Constantin et Sophie.

Avec les révolutions russes de 1917 et la déposition de Nicolas II, Constantin et Sophie perdent le dernier de leurs soutiens au sein de l’Entente. Ainsi, le 10 juin 1917, Charles Jonnart, le haut-commissaire allié, demande au gouvernement hellène l'abdication du roi et son remplacement par un autre prince que le diadoque Georges, considéré comme trop germanophile. Sous la menace d'un débarquement de 10 000 soldats au Pirée, Constantin abandonne donc le pouvoir en faveur de son deuxième fils, le prince Alexandre. Malgré tout, le souverain refuse d'abdiquer et explique à son successeur qu’il ne doit pas se considérer autrement que comme une sorte de régent, chargé d’occuper le trône en attendant le retour du monarque légitime.
Le 11 juin, la famille royale fuit, en secret, le palais d’Athènes, encerclé par une foule loyaliste qui refuse de voir partir les souverains, et gagne Tatoï. Le lendemain, Constantin, Sophie et cinq de leurs enfants quittent la Grèce, à Oropos, et prennent le chemin de l'exil. C’est la dernière fois que Sophie est en contact avec celui qui est désormais le roi Alexandre Ier. De fait, dès leur retour au pouvoir, les vénizélistes interdisent tout contact entre le nouveau souverain et le reste de la famille royale.

#### En Suisse alémanique
Après avoir traversé la mer Ionienne et l’Italie, Sophie et sa famille s'installent en Suisse alémanique, entre Saint-Moritz, Zurich et Lucerne,. Dans leur exil, les souverains sont bientôt suivis par la quasi-totalité de la famille royale, qui quitte la Grèce avec le retour de Venizélos à la tête du cabinet et l’entrée en guerre du pays aux côtés de l’Entente. Or, la situation financière de la famille royale n’est pas des plus brillantes et Constantin, hanté par un profond sentiment d’échec, ne tarde pas à tomber malade. En 1918, il contracte ainsi la grippe espagnole et manque, une fois encore, de mourir.

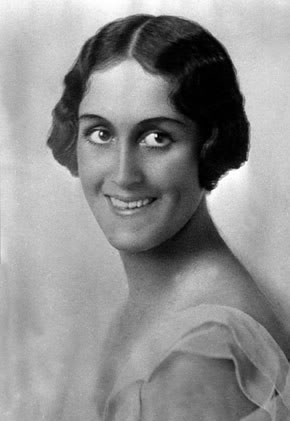
Aspasía Mános, compagne d'Alexandre Ier (v. 1926).

Déjà préoccupée par la santé de son époux, Sophie est meurtrie par l’interdiction qui lui est faite d’entrer en contact avec son deuxième fils. De fait, à Athènes, Alexandre Ier est entièrement coupé de sa famille et le gouvernement l’empêche formellement de communiquer avec ses parents. Même durant le bref séjour du roi à Paris, en mai 1920, des gardes surveillent étroitement le souverain. Ainsi, lorsque Sophie lui téléphone à son hôtel, un homme intercepte son appel et lui répond froidement que « Sa majesté est désolée mais qu’Elle ne peut répondre au téléphone ».
Avec la fin de la Première Guerre mondiale et la signature des traités de Neuilly et de Sèvres, le royaume hellène réalise d'importantes acquisitions territoriales en Thrace et en Anatolie. Pourtant, la Grèce est loin d'avoir retrouvé sa stabilité avec le départ du couple royal et les tensions entre Venizélos et les Oldenbourg se poursuivent. La décision d'Alexandre Ier d'épouser Aspasía Mános, une jeune aristocrate d'ascendance phanariote, plutôt qu'une princesse européenne déplaît en effet autant au chef du gouvernement qu'aux parents du monarque. Très attachée aux conventions sociales, Sophie réprouve ce qu'elle considère comme une mésalliance tandis que le Premier ministre voit dans le mariage du roi une occasion perdue de se rapprocher de la Grande-Bretagne.

#### La mort d'AlexandreIer

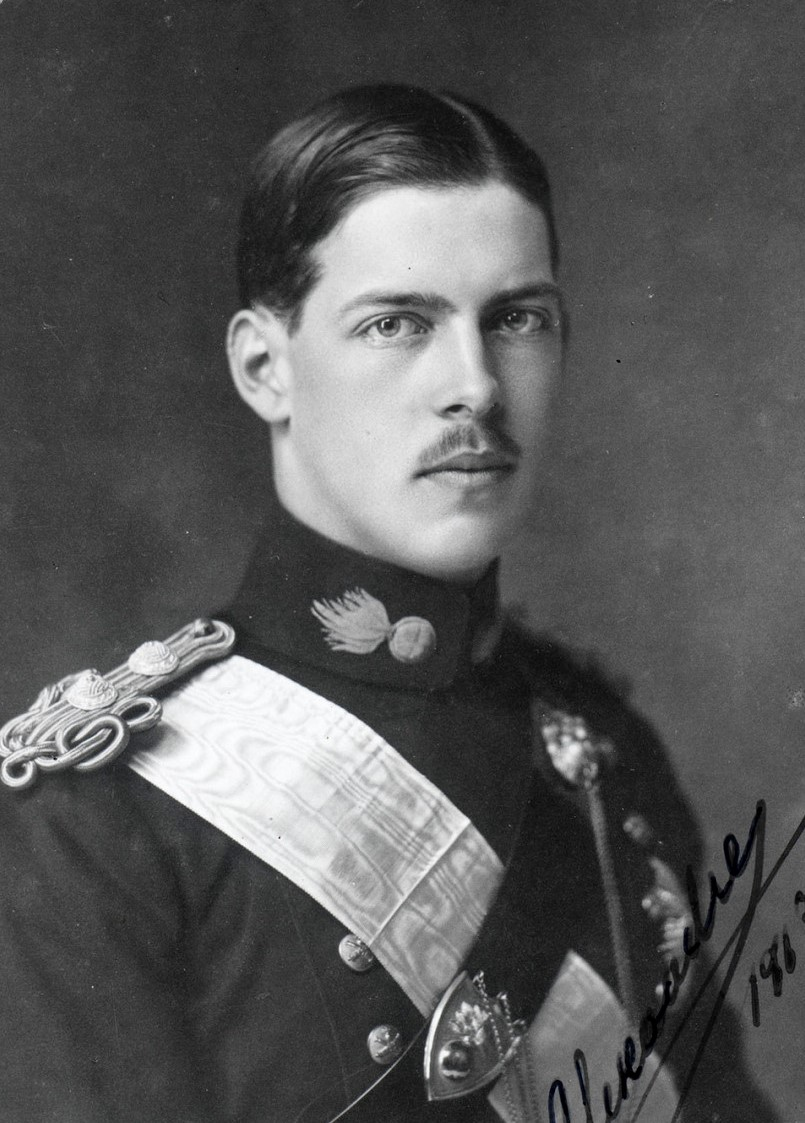
Le roi Alexandre Ier de Grèce, deuxième fils de Sophie.

Le 2 octobre 1920, le roi Alexandre Ier est mordu par un singe domestique alors qu’il se promène sur le domaine de Tatoï. Rapidement, sa plaie s’infecte et il est atteint de septicémie. Le 19 octobre, il commence à délirer et appelle sa mère à son chevet. Cependant, le gouvernement hellène refuse d’autoriser Sophie à revenir en Grèce : il craint en effet que les loyalistes profitent de la présence de la reine à Athènes pour organiser une action contre le gouvernement,.
Très inquiète pour son fils, la souveraine supplie le gouvernement de changer d’avis mais, consciente que seule sa belle-mère trouve encore grâce aux yeux des vénizélistes, elle finit par demander à Olga de se rendre à Athènes pour y soigner Alexandre. Après quelques jours de tractations, la reine douairière obtient l’autorisation de rentrer en Grèce mais, retardée par une mer agitée, elle arrive douze heures après la mort de son petit-fils, le 25 octobre,.
Deux jours plus tard, la dépouille du jeune roi est ensevelie à la nécropole de Tatoï. Encore une fois, le gouvernement interdit à la famille souveraine de pénétrer dans le pays et la reine douairière Olga est le seul membre de la dynastie à pouvoir assister aux funérailles. La perte de son fils et l'impossibilité qui lui est faite de se rendre à son enterrement marquent profondément Sophie, et de nombreux observateurs insistent désormais sur la tristesse qui marque le visage de la souveraine.

#### La chute de Venizélos et la régence d'Olga

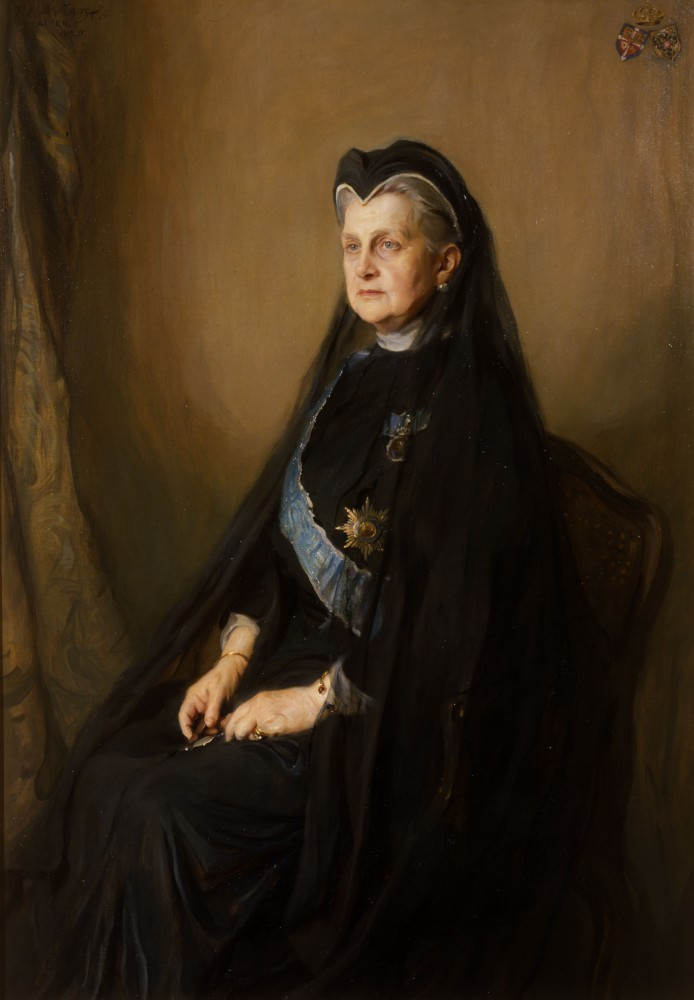
La reine Olga de Grèce par Philip de László, 1914, collection particulière.

À Athènes, la disparition d’Alexandre Ier donne lieu à une grave crise institutionnelle. Toujours opposé au retour de Constantin Ier et du diadoque Georges en Grèce, le gouvernement d'Elefthérios Venizélos offre la couronne hellène au prince Paul, troisième fils du souverain déposé. Cependant, celui-ci refuse de monter sur le trône avant son père et son frère aîné à moins qu’un référendum l’appelle à la tête de l’État,.
Or, la situation des vénizélistes est déjà rendue précaire par les difficultés que connaît Athènes durant la guerre gréco-turque de 1919-1922. Les partisans du roi Constantin Ier connaissent donc un regain de popularité et Venizélos est vaincu aux élections législatives de novembre 1920. Le retour des monarchistes au pouvoir conduit à la démission des cadres vénizélistes et, le 17 novembre, l'amiral Pávlos Koundouriótis, nommé régent au décès d'Alexandre Ier, choisit de quitter ses fonctions. Le nouveau Premier ministre grec, Dimítrios Rállis, demande donc à la reine Olga d'assurer la régence jusqu'au retour de son fils, le 19 décembre 1920. Pendant environ un mois, Olga est placée à la tête du royaume hellène mais son rôle se limite à peu près à préparer la restauration de Constantin,.
Pendant ce temps, en Suisse, la famille royale se prépare au mariage de deux de ses princes avec des enfants du roi Ferdinand Ier de Roumanie. Quelques semaines avant la mort d’Alexandre Ier, le diadoque Georges s’est en effet fiancé avec la princesse Élisabeth de Roumanie, ce qui a donné l’occasion à Hélène de Grèce de rencontrer le prince héritier Carol de Roumanie et de se fiancer à son tour avec lui. Or, si Sophie se satisfait du projet d’union de son fils, elle désapprouve l’idylle de sa fille. Encore endeuillée par la disparition d’Alexandre, la reine craint de voir s’éloigner un autre de ses enfants. Surtout, Sophie n’a pas confiance dans le futur Carol II, dont le mariage puis le divorce avec Zizi Lambrino l’ont profondément choquée.

### De nouveau reine

#### Retour en Grèce

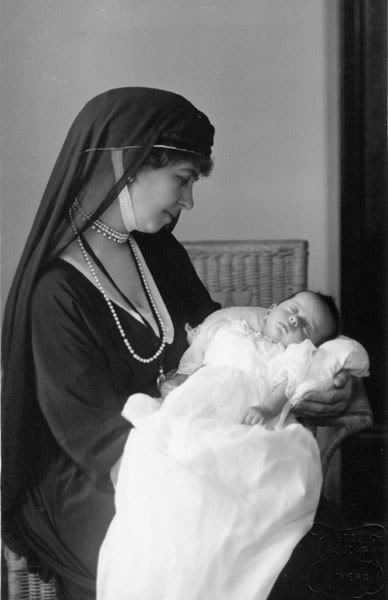
Sophie de Prusse et Alexandra de Grèce en avril 1921.

Le retour de Constantin et Sophie à Athènes, le 19 décembre 1920, s’accompagne d’importantes manifestations de liesse populaire. Partout, dans les rues, des portraits de Venizélos sont arrachés et remplacés par ceux de la famille royale. Surtout, une foule immense entoure Constantin et Sophie dans les rues de la capitale et, une fois rentrés au palais royal, ceux-ci doivent apparaître à de nombreuses reprises au balcon pour saluer le peuple qui les acclame,.
Pourtant, la présence des souverains en Grèce n'amène pas la paix escomptée par la population. Bien plus encore, elle empêche le pays de recevoir l’appui des grandes puissances dans la guerre qui l’oppose à la Turquie de Mustafa Kemal depuis 1919. De fait, les anciens alliés n’ont pas pardonné au roi et à la reine leur attitude durant la Première Guerre mondiale et ils ne sont pas prêts à leur fournir leur soutien. La haine des grandes puissances pour Constantin et Sophie apparaît d’ailleurs clairement à l’occasion du mariage, à Athènes, de la princesse Hélène avec le prince Carol de Roumanie. Présents aux noces, l’ambassadeur de Grande-Bretagne et son épouse refusent alors ostensiblement de saluer le roi et la reine des Hellènes alors qu’ils montrent publiquement leurs respects à la reine Marie de Roumanie. Pour Sophie, le camouflet est d’autant plus difficile à supporter qu’elle a toujours été en bons termes avec le représentant du Royaume-Uni avant la déposition de Constantin et qu’elle continue à nourrir des sentiments affectueux pour le pays de sa mère.
En fait, la principale source de joie de Sophie après son retour en Grèce est liée à la naissance de sa petite-fille Alexandra. Bien qu’initialement opposée au mariage d’Alexandre Ier avec Aspasía Mános, la reine accueille en effet leur fille avec beaucoup de plaisir et fait pression sur son époux et son fils aîné pour qu’ils lui confèrent le statut et les titres réservés aux membres de la famille royale,.

#### La Grande Catastrophe et l'abdication de ConstantinIer

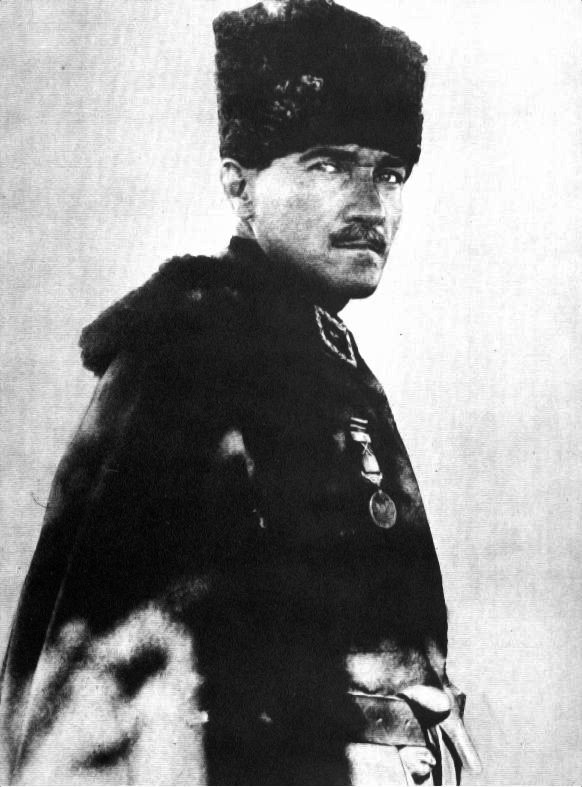
Mustafa Kemal, le 5 août 1921. Commandant en chef des forces turques, il est surnommé le « Gazi » (« le Victorieux ») après sa victoire sur le royaume de Grèce.

Après des succès initiaux, la situation de l’armée grecque est de plus en plus précaire en Anatolie. Constantin a beau s’y rendre en mai 1921, pour soutenir le moral des troupes, il n’est plus le commandant en chef dynamique qui a mené son pays à la victoire pendant les guerres balkaniques de 1912-1913. Gravement diminué par la maladie, il doit retourner en Grèce en septembre, ce qui est perçu comme une véritable désertion par certains militaires. Quant à Sophie elle ne peut faire plus que soutenir son époux et reprendre son travail d’infirmière auprès des soldats blessés.
La guerre gréco-turque se poursuit jusqu'à la défaite hellène de la Sakarya, en août-septembre 1921, et la prise et l'incendie de Smyrne (actuelle Izmir) par les Turcs, en septembre 1922. Après ces événements, le pays s’enfonce dans une crise politique et morale profonde. Tandis que Mustafa Kemal et ses armées reconquièrent peu à peu l'Anatolie et la Thrace orientale, des milliers de Grecs sont assassinés et les autres fuient l’Asie mineure pour trouver refuge dans le royaume hellène. C'est la « Grande Catastrophe », consacrée, quelques mois plus tard, par le traité de Lausanne de 1923,.
En réaction à la défaite militaire face aux Turcs, une partie de l’armée grecque, commandée par le général Nikólaos Plastíras, se soulève le 11 septembre 1922. Elle exige alors l’abdication de Constantin et la dissolution du parlement hellénique. Après avoir consulté son ami, le général Ioánnis Metaxás, le roi abdique le 27 septembre tandis que son fils aîné lui succède sur le trône, pour quelques mois seulement, sous le nom de Georges II,.

### Reine douairière

#### Entre exil et préoccupations pour la Grèce

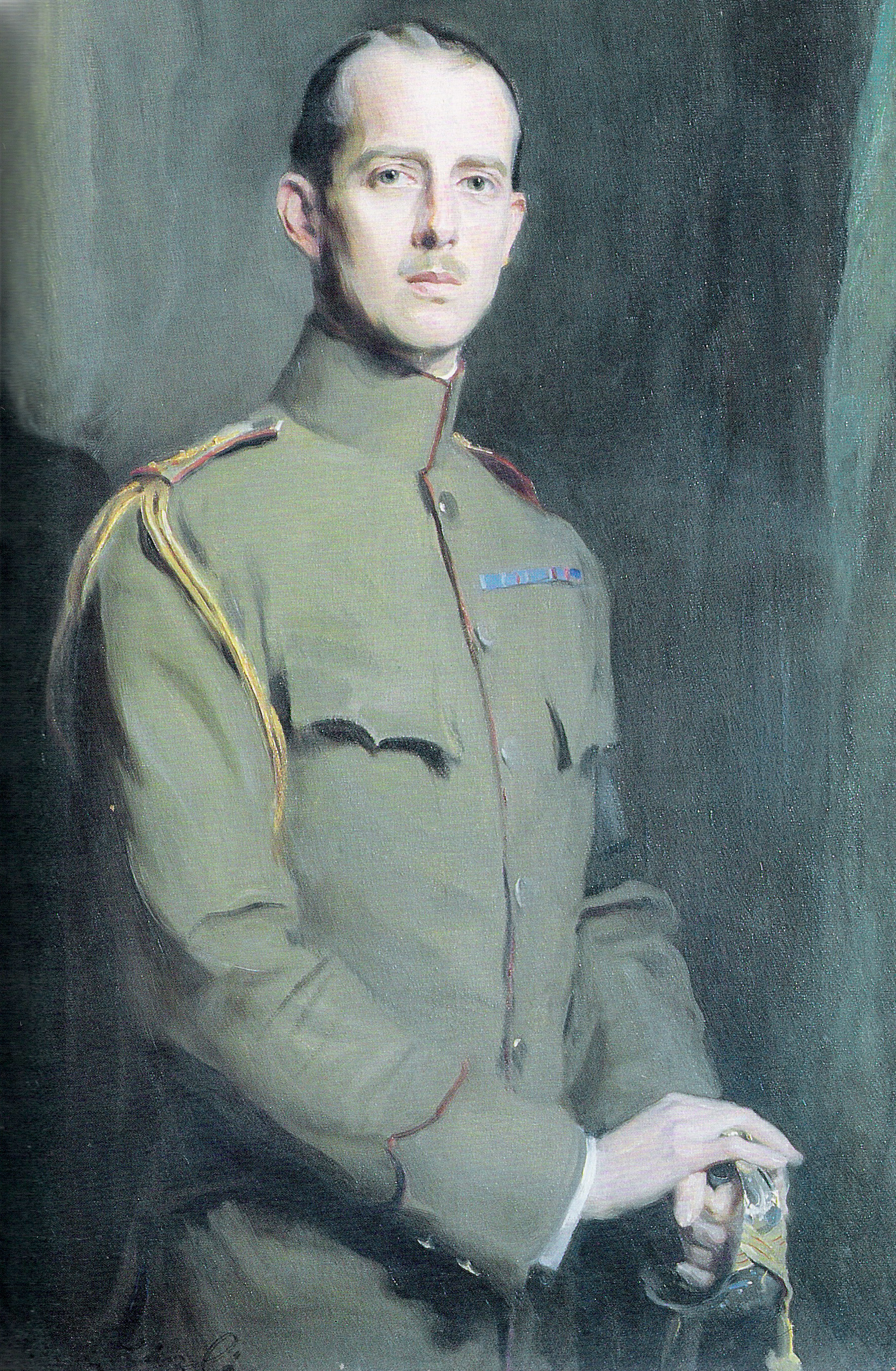
Portrait du prince André de Grèce par Philip de László (1913).

Afin d’assurer leur sécurité et de stabiliser le trône de leur fils aîné, Constantin et Sophie choisissent de prendre une nouvelle fois le chemin de l’exil. Le 30 octobre 1922, le roi, la reine, les princesses Irène et Catherine ainsi que le prince Nicolas et sa famille se rendent une nouvelle fois à Oropos pour quitter leur pays. Mais, contrairement à ce qui s’était passé en 1917, peu nombreux sont les fidèles qui les attendent, cette fois, avant leur départ pour l’exil,.
À bord du steamer grec SS Patris, la famille royale gagne la Sicile et s’installe à la Villa Igiea de Palerme. La situation politique grecque reste cependant au centre des préoccupations des exilés. De fait, à Athènes, le retentissant procès des Six aboutit à l’exécution pour haute trahison des anciens Premiers ministres Pétros Protopapadákis, Nikólaos Strátos et Dimítrios Goúnaris ainsi que des généraux Georgios Baltatzis, Nikolaos Theotokis et Georgios Hatzianestis, tous accusés de responsabilité dans la défaite face à la Turquie. Par ailleurs, la vie du prince André, avant-dernier frère de Constantin, est également menacée en novembre-décembre 1922 et il faut l’intervention des gouvernements étrangers pour que sa peine soit commuée en exil,.

#### De la mort de ConstantinIerà la destitution de Georges II

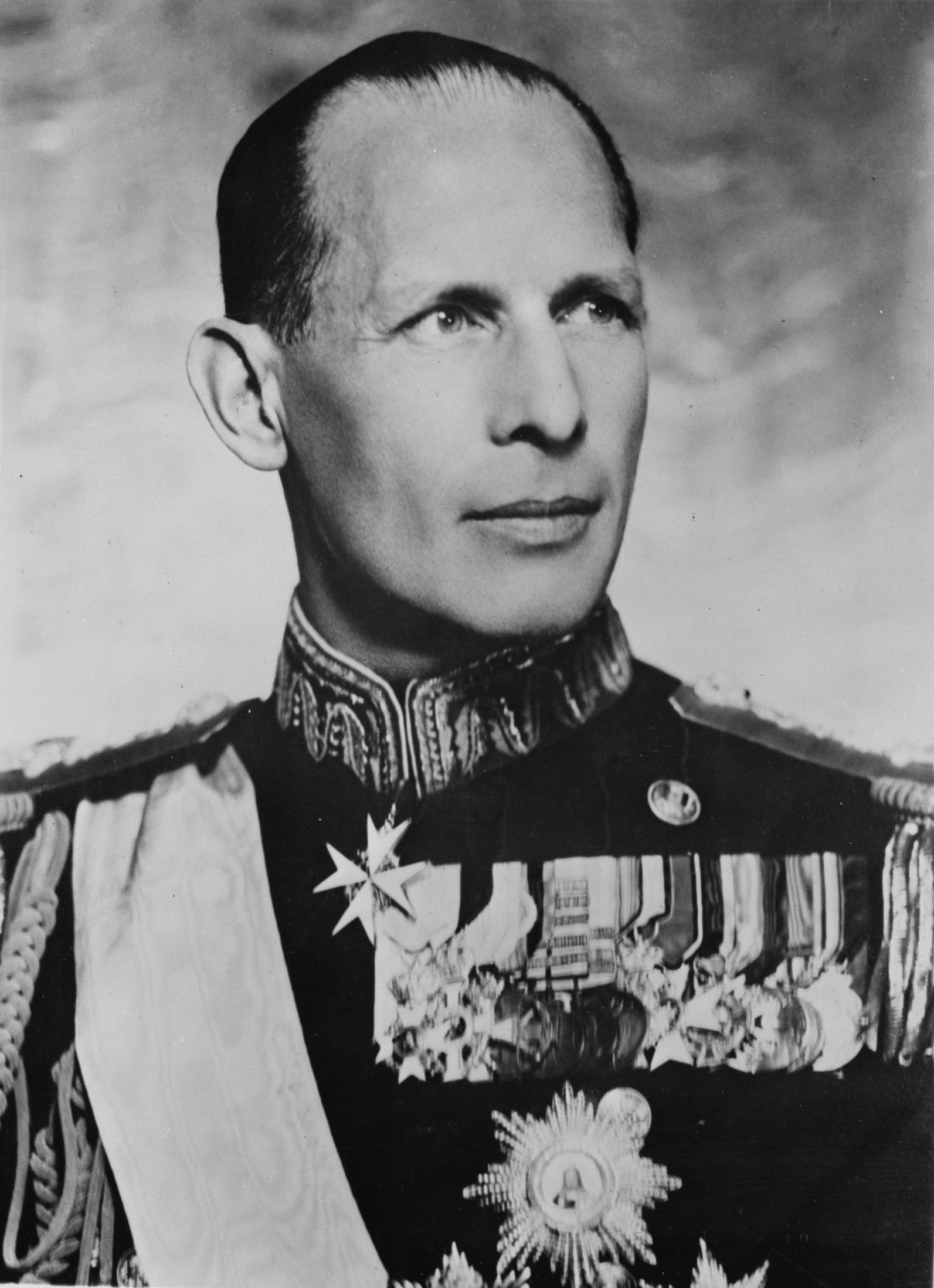
Le roi Georges II de Grèce (vers 1942).

De plus en plus déprimé par les événements qui secouent la Grèce et diminué par l’artériosclérose qui le ronge, Constantin Ier développe une profonde dépression. Il reste alors parfois des heures sans parler, les yeux perdus dans le vague. Face à cette situation, l’angoisse de Sophie, déjà alimentée par le sort de Georges II et des autres membres de la famille royale restés en Grèce, ne fait qu’augmenter. La reine et son époux prennent donc la décision de quitter la Sicile et de s’installer à Florence. Cependant, Constantin meurt d’une hémorragie cérébrale quelque temps avant leur départ, le 11 janvier 1923, et Sophie se retrouve encore plus isolée qu’elle ne l’était.
Son mari décédé, Sophie cherche à faire rapatrier son corps à Tatoï mais le gouvernement grec s’y oppose, sans que Georges II ne puisse rien faire. De fait, la situation du nouveau roi est de plus en plus précaire à Athènes et il doit lui-même partir en exil en Roumanie quelques mois après la mort de son père, le 19 décembre 1923. La république est ensuite proclamée à Athènes le 25 mars 1924 et Sophie et les autres membres de la famille royale sont alors déchus de leur nationalité hellène. Cependant, les princes de Grèce ont conservé leurs titres danois lorsque Georges Ier est monté sur le trône hellénique en 1863 et le roi Christian X de Danemark ne tarde donc pas à leur conférer des passeports de son pays,.

#### Dernières années

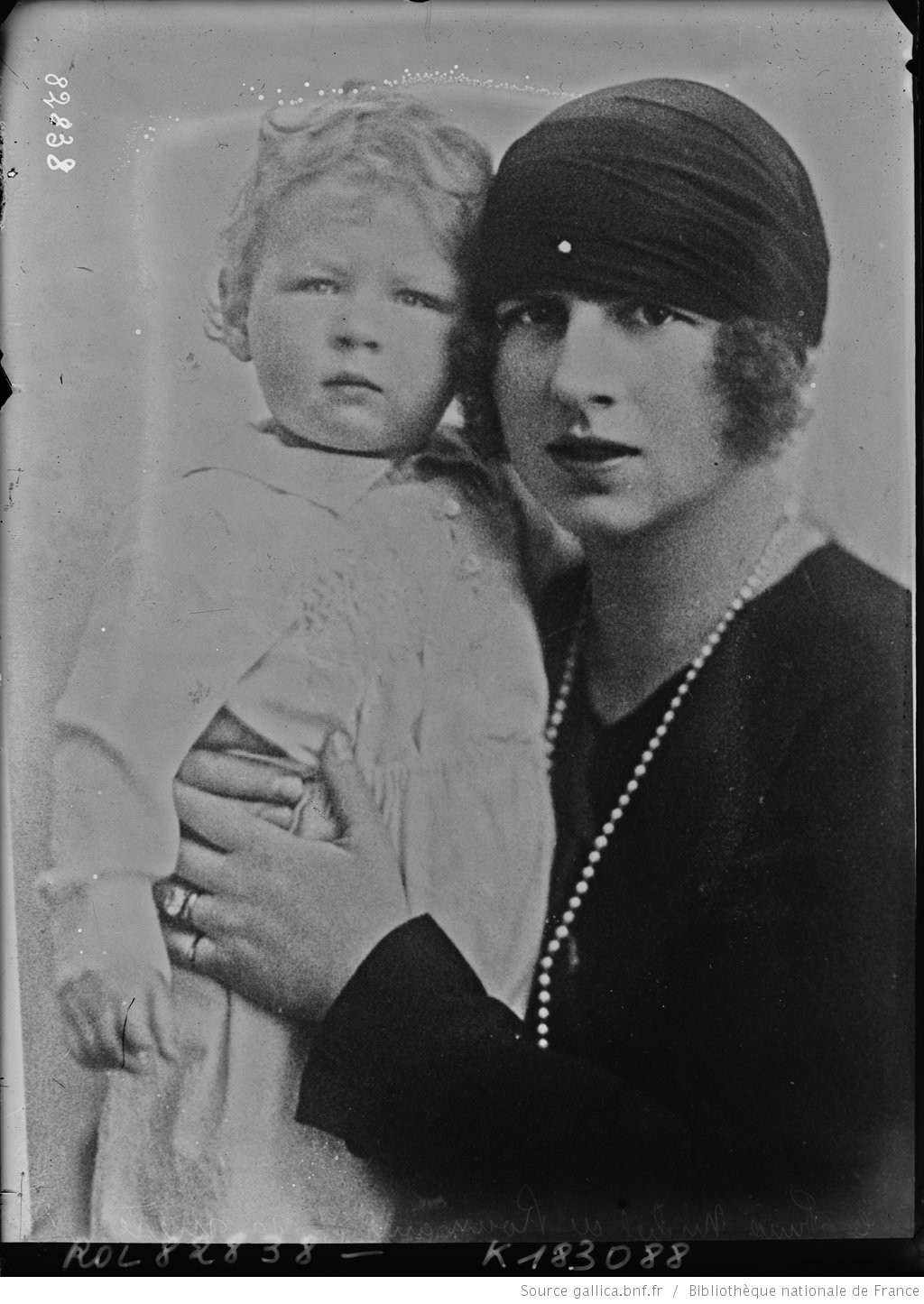
La princesse Hélène et son fils, le futur Michel Ier de Roumanie.

Devenue veuve, Sophie quitte l’Italie du Sud avec ses filles Irène et Catherine et s’installe en Toscane, à la villa Bobolina de Fiesole,. De 1924 à 1927, les trois femmes sont rejointes par les princesses Aspasía et Alexandra, ce qui réjouit particulièrement Sophie, très attachée à sa petite-fille,. Enfin, en 1930, c'est au tour d'Hélène de Grèce, divorcée du roi Carol II de Roumanie, de venir vivre avec sa mère. Les vacances d'été sont alors l'occasion pour la reine douairière de retrouver son petit-fils Michel, venu rendre visite à sa mère.
Entourée de sa famille, Sophie retrouve une certaine stabilité mais, persuadée que la Grèce ne resterait pas éternellement en république, elle refuse d’acquérir la villa où elle s’est installée. Délivrée de toute fonction officielle, elle profite toutefois de sa liberté pour reprendre les voyages. Elle se rend ainsi fréquemment en Allemagne, où elle retrouve sa sœur Marguerite, mais aussi en Grande-Bretagne, après qu’elle en a obtenu l’autorisation du roi Georges V. La reine douairière assiste par ailleurs à plusieurs moments forts de la vie du gotha européen. En 1929, elle se rend ainsi à Doorn, aux Pays-Bas, pour les soixante-dix ans de son frère, l’ancien Kaiser Guillaume II, qu'elle n'a pas revu depuis 1914.
En vieillissant, Sophie devient de plus en plus religieuse. Demeurée orthodoxe, elle n’en assiste pas moins à des offices anglicans lorsqu’elle en a l’occasion. L’ancienne souveraine s’intéresse par ailleurs à la littérature protestante et se passionne pour les travaux du pasteur épiscopalien Samuel Shoemaker (en particulier Religion That Works et Twice Born Ministers) et du révérend épiscopalien James R. Reid (In Touch With Christ). Enfin, elle entretient une correspondance étroite avec le pasteur anglican R.W. Cole, qu'elle a rencontré à Birchington, et passe de longues heures à prier.

#### Maladie, décès et inhumation

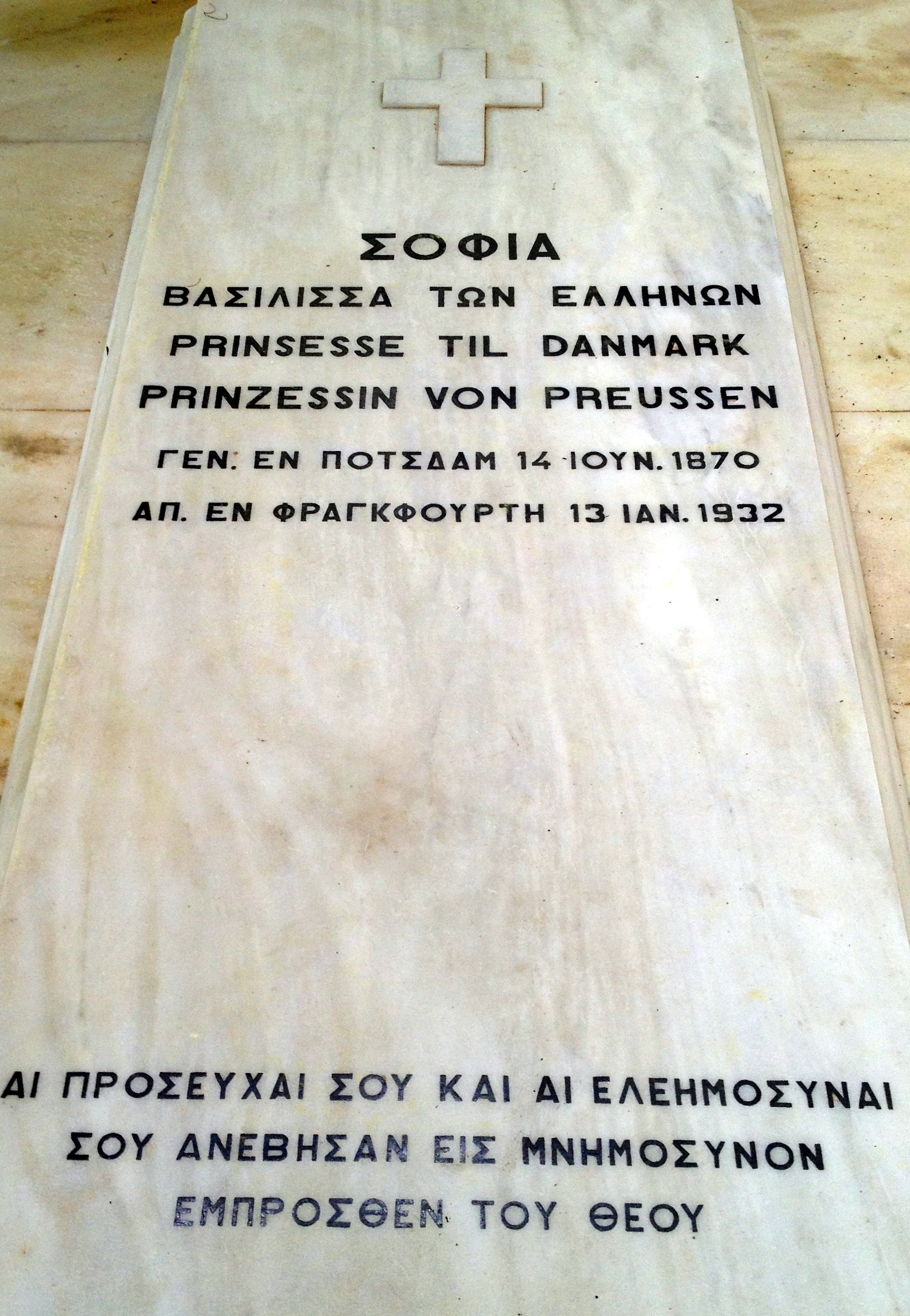
Tombeau de Sophie à Tatoï.

Malade depuis plusieurs années, Sophie voit son état s’aggraver à partir de 1930, ce qui l’oblige à se rendre dans un hôpital de Francfort pour y suivre un traitement. Sortie apparemment rétablie en décembre, elle profite pleinement de l’année 1931 pour voyager en Angleterre, en Bavière et à Venise. Mais, en septembre, son état se dégrade à nouveau et elle doit retourner à Francfort, où elle est opérée. Les médecins diagnostiquent alors un cancer si avancé qu’ils ne donnent à la reine douairière que quelques semaines à vivre. Après les fêtes de fin d’année 1931, Sophie cesse progressivement de s’alimenter et sa santé décline rapidement. Elle meurt finalement en compagnie de ses enfants, à l’hôpital, le 13 janvier 1932,.
Le corps de Sophie est alors transféré au château de Friedrichshof, où il repose quelques jours avant d’être envoyé dans l'église russe de Florence. Là, il est enterré aux côtés des dépouilles de Constantin Ier et de la reine Olga. Il y reste quatre ans, jusqu’à la restauration de Georges II sur le trône hellénique, en 1935,.
De retour en Grèce, l’aîné des enfants de Sophie organise en effet le rapatriement des cendres des membres de sa famille morts en exil. Une importante cérémonie religieuse qui réunit, durant six jours, tous les membres de la famille royale encore vivants a lieu en novembre 1936. Le corps de Sophie est enterré à la nécropole royale de Tatoï, où il repose toujours aujourd’hui,.

## La reine Sophie dans la culture populaire

### En phaléristique

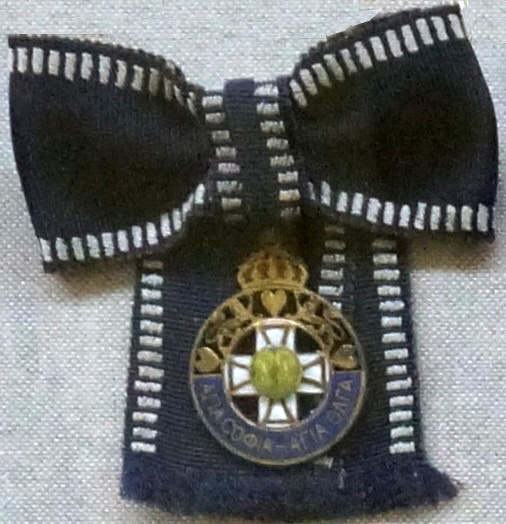
Ruban de l'ordre des Saintes-Olga-et-Sophie.

En 1936, l’ordre des Saintes-Olga-et-Sophie (en grec : οικογενειακό τάγμα Αγίων Όλγας και Σοφίας / Basilikon oikogeneiakon tagma ton agion Olgas kai Sophias) est créé en référence aux saintes patronnes de la souveraine et de sa belle-mère, la reine Olga, par le roi Georges II de Grèce,.

### En littérature
Dans The Athenians, le journaliste et écrivain britannique Beverley Nichols raconte l’histoire d’une jeune Anglaise chargée, par les Services secrets britanniques, d’assassiner le roi Constantin Ier pendant la Première Guerre mondiale. Cependant, ce roman d'espionnage, qui s’inspire de l’enquête menée par l’auteur en Grèce après la restauration du souverain, n’a jamais été publié car la maison d’édition de Nichols le jugeait trop compromettant. L’œuvre, dans laquelle apparaît la reine Sophie et qui lui est d'ailleurs dédicacée, n’existe donc aujourd’hui que sous la forme de manuscrit.

### Au cinéma et à la télévision
Le rôle de Sophie est interprété par l'actrice Olga Karlatos dans le film grec Elefthérios Venizélos (1910-1927) de Pantelís Voúlgaris (1980).
Il est par ailleurs joué par l'actrice grecque Antigoni Amanitou dans la mini-série américaine en deux épisodes The First Olympics: Athens 1896, réalisée par Alvin Rakoff (1984).
Il est finalement interprété brièvement par l'actrice Sophie Trott dans le film Confident royal (2017) de Stephen Frears.

### Avenue notable
À Athènes, l’avenue Vasilissis Sofias (en grec moderne : Λεωφόρος Βασιλίσσης Σοφίας) a été baptisée d’après la reine Sophie. Cette artère majeure, qui commence à l’intersection de l’avenue Amalias et de la rue Panepistimiou et se termine par les avenues Alexandras, Kifissias et Mesogeion, abrite quelques-uns des principaux monuments de la capitale grecque : l’ancien palais royal, le jardin national d'Athènes, le musée byzantin et chrétien et le musée de la Guerre.

## Arbres généalogiques

### Quartiers de Sophie de Prusse
|  |                                               |  |  |  |  |  |  |  |  |  |  |  |  |  |  |  |  |  |  |
|  | 16. Frédéric-Guillaume II de Prusse           |  |  |  |  |  |  |  |  |  |  |  |  |  |  |  |  |  |  |
|  |                                               |  |  |  |  |  |  |  |  |  |  |  |  |  |  |  |  |  |  |
|  |                                               |  |  |  |  |  |  |  |  |  |  |  |  |  |  |  |  |  |  |
|  | 8. Frédéric-Guillaume III de Prusse           |  |  |  |  |  |  |  |  |  |  |  |  |  |  |  |  |  |  |
|  |                                               |  |  |  |  |  |  |  |  |  |  |  |  |  |  |  |  |  |  |
|  |                                               |  |  |  |  |  |  |  |  |  |  |  |  |  |  |  |  |  |  |
|  | 17. Frédérique-Louise de Hesse-Darmstadt      |  |  |  |  |  |  |  |  |  |  |  |  |  |  |  |  |  |  |
|  |                                               |  |  |  |  |  |  |  |  |  |  |  |  |  |  |  |  |  |  |
|  |                                               |  |  |  |  |  |  |  |  |  |  |  |  |  |  |  |  |  |  |
|  | 4. Guillaume Ier d'Allemagne                  |  |  |  |  |  |  |  |  |  |  |  |  |  |  |  |  |  |  |
|  |                                               |  |  |  |  |  |  |  |  |  |  |  |  |  |  |  |  |  |  |
|  |                                               |  |  |  |  |  |  |  |  |  |  |  |  |  |  |  |  |  |  |
|  | 18. Charles II de Mecklembourg-Strelitz       |  |  |  |  |  |  |  |  |  |  |  |  |  |  |  |  |  |  |
|  |                                               |  |  |  |  |  |  |  |  |  |  |  |  |  |  |  |  |  |  |
|  |                                               |  |  |  |  |  |  |  |  |  |  |  |  |  |  |  |  |  |  |
|  | 9. Louise de Mecklembourg-Strelitz            |  |  |  |  |  |  |  |  |  |  |  |  |  |  |  |  |  |  |
|  |                                               |  |  |  |  |  |  |  |  |  |  |  |  |  |  |  |  |  |  |
|  |                                               |  |  |  |  |  |  |  |  |  |  |  |  |  |  |  |  |  |  |
|  | 19. Frédérique de Hesse-Darmstadt             |  |  |  |  |  |  |  |  |  |  |  |  |  |  |  |  |  |  |
|  |                                               |  |  |  |  |  |  |  |  |  |  |  |  |  |  |  |  |  |  |
|  |                                               |  |  |  |  |  |  |  |  |  |  |  |  |  |  |  |  |  |  |
|  | 2. Frédéric III d'Allemagne                   |  |  |  |  |  |  |  |  |  |  |  |  |  |  |  |  |  |  |
|  |                                               |  |  |  |  |  |  |  |  |  |  |  |  |  |  |  |  |  |  |
|  |                                               |  |  |  |  |  |  |  |  |  |  |  |  |  |  |  |  |  |  |
|  | 20. Charles-Auguste de Saxe-Weimar-Eisenach   |  |  |  |  |  |  |  |  |  |  |  |  |  |  |  |  |  |  |
|  |                                               |  |  |  |  |  |  |  |  |  |  |  |  |  |  |  |  |  |  |
|  |                                               |  |  |  |  |  |  |  |  |  |  |  |  |  |  |  |  |  |  |
|  | 10. Charles-Frédéric de Saxe-Weimar-Eisenach  |  |  |  |  |  |  |  |  |  |  |  |  |  |  |  |  |  |  |
|  |                                               |  |  |  |  |  |  |  |  |  |  |  |  |  |  |  |  |  |  |
|  |                                               |  |  |  |  |  |  |  |  |  |  |  |  |  |  |  |  |  |  |
|  | 21. Louise de Hesse-Darmstadt                 |  |  |  |  |  |  |  |  |  |  |  |  |  |  |  |  |  |  |
|  |                                               |  |  |  |  |  |  |  |  |  |  |  |  |  |  |  |  |  |  |
|  |                                               |  |  |  |  |  |  |  |  |  |  |  |  |  |  |  |  |  |  |
|  | 5. Augusta de Saxe-Weimar-Eisenach            |  |  |  |  |  |  |  |  |  |  |  |  |  |  |  |  |  |  |
|  |                                               |  |  |  |  |  |  |  |  |  |  |  |  |  |  |  |  |  |  |
|  |                                               |  |  |  |  |  |  |  |  |  |  |  |  |  |  |  |  |  |  |
|  | 22. Paul Ier de Russie                        |  |  |  |  |  |  |  |  |  |  |  |  |  |  |  |  |  |  |
|  |                                               |  |  |  |  |  |  |  |  |  |  |  |  |  |  |  |  |  |  |
|  |                                               |  |  |  |  |  |  |  |  |  |  |  |  |  |  |  |  |  |  |
|  | 11. Marie Pavlovna de Russie                  |  |  |  |  |  |  |  |  |  |  |  |  |  |  |  |  |  |  |
|  |                                               |  |  |  |  |  |  |  |  |  |  |  |  |  |  |  |  |  |  |
|  |                                               |  |  |  |  |  |  |  |  |  |  |  |  |  |  |  |  |  |  |
|  | 23. Sophie-Dorothée de Wurtemberg             |  |  |  |  |  |  |  |  |  |  |  |  |  |  |  |  |  |  |
|  |                                               |  |  |  |  |  |  |  |  |  |  |  |  |  |  |  |  |  |  |
|  |                                               |  |  |  |  |  |  |  |  |  |  |  |  |  |  |  |  |  |  |
|  | 1. Sophie de Prusse                           |  |  |  |  |  |  |  |  |  |  |  |  |  |  |  |  |  |  |
|  |                                               |  |  |  |  |  |  |  |  |  |  |  |  |  |  |  |  |  |  |
|  |                                               |  |  |  |  |  |  |  |  |  |  |  |  |  |  |  |  |  |  |
|  | 24. François de Saxe-Cobourg-Saalfeld         |  |  |  |  |  |  |  |  |  |  |  |  |  |  |  |  |  |  |
|  |                                               |  |  |  |  |  |  |  |  |  |  |  |  |  |  |  |  |  |  |
|  |                                               |  |  |  |  |  |  |  |  |  |  |  |  |  |  |  |  |  |  |
|  | 12. Ernest Ier de Saxe-Cobourg et Gotha       |  |  |  |  |  |  |  |  |  |  |  |  |  |  |  |  |  |  |
|  |                                               |  |  |  |  |  |  |  |  |  |  |  |  |  |  |  |  |  |  |
|  |                                               |  |  |  |  |  |  |  |  |  |  |  |  |  |  |  |  |  |  |
|  | 25. Augusta Reuss d'Ebersdorf                 |  |  |  |  |  |  |  |  |  |  |  |  |  |  |  |  |  |  |
|  |                                               |  |  |  |  |  |  |  |  |  |  |  |  |  |  |  |  |  |  |
|  |                                               |  |  |  |  |  |  |  |  |  |  |  |  |  |  |  |  |  |  |
|  | 6. Albert de Saxe-Cobourg-Gotha               |  |  |  |  |  |  |  |  |  |  |  |  |  |  |  |  |  |  |
|  |                                               |  |  |  |  |  |  |  |  |  |  |  |  |  |  |  |  |  |  |
|  |                                               |  |  |  |  |  |  |  |  |  |  |  |  |  |  |  |  |  |  |
|  | 26. Auguste de Saxe-Gotha-Altenbourg          |  |  |  |  |  |  |  |  |  |  |  |  |  |  |  |  |  |  |
|  |                                               |  |  |  |  |  |  |  |  |  |  |  |  |  |  |  |  |  |  |
|  |                                               |  |  |  |  |  |  |  |  |  |  |  |  |  |  |  |  |  |  |
|  | 13. Louise de Saxe-Gotha-Altenbourg           |  |  |  |  |  |  |  |  |  |  |  |  |  |  |  |  |  |  |
|  |                                               |  |  |  |  |  |  |  |  |  |  |  |  |  |  |  |  |  |  |
|  |                                               |  |  |  |  |  |  |  |  |  |  |  |  |  |  |  |  |  |  |
|  | 27. Louise-Charlotte de Mecklembourg-Schwerin |  |  |  |  |  |  |  |  |  |  |  |  |  |  |  |  |  |  |
|  |                                               |  |  |  |  |  |  |  |  |  |  |  |  |  |  |  |  |  |  |
|  |                                               |  |  |  |  |  |  |  |  |  |  |  |  |  |  |  |  |  |  |
|  | 3. Victoria du Royaume-Uni                    |  |  |  |  |  |  |  |  |  |  |  |  |  |  |  |  |  |  |
|  |                                               |  |  |  |  |  |  |  |  |  |  |  |  |  |  |  |  |  |  |
|  |                                               |  |  |  |  |  |  |  |  |  |  |  |  |  |  |  |  |  |  |
|  | 28. Georges III du Royaume-Uni                |  |  |  |  |  |  |  |  |  |  |  |  |  |  |  |  |  |  |
|  |                                               |  |  |  |  |  |  |  |  |  |  |  |  |  |  |  |  |  |  |
|  |                                               |  |  |  |  |  |  |  |  |  |  |  |  |  |  |  |  |  |  |
|  | 14. Édouard-Auguste de Kent                   |  |  |  |  |  |  |  |  |  |  |  |  |  |  |  |  |  |  |
|  |                                               |  |  |  |  |  |  |  |  |  |  |  |  |  |  |  |  |  |  |
|  |                                               |  |  |  |  |  |  |  |  |  |  |  |  |  |  |  |  |  |  |
|  | 29. Charlotte de Mecklembourg-Strelitz        |  |  |  |  |  |  |  |  |  |  |  |  |  |  |  |  |  |  |
|  |                                               |  |  |  |  |  |  |  |  |  |  |  |  |  |  |  |  |  |  |
|  |                                               |  |  |  |  |  |  |  |  |  |  |  |  |  |  |  |  |  |  |
|  | 7. Victoria du Royaume-Uni                    |  |  |  |  |  |  |  |  |  |  |  |  |  |  |  |  |  |  |
|  |                                               |  |  |  |  |  |  |  |  |  |  |  |  |  |  |  |  |  |  |
|  |                                               |  |  |  |  |  |  |  |  |  |  |  |  |  |  |  |  |  |  |
|  | 30=24. François de Saxe-Cobourg-Saalfeld      |  |  |  |  |  |  |  |  |  |  |  |  |  |  |  |  |  |  |
|  |                                               |  |  |  |  |  |  |  |  |  |  |  |  |  |  |  |  |  |  |
|  |                                               |  |  |  |  |  |  |  |  |  |  |  |  |  |  |  |  |  |  |
|  | 15. Victoire de Saxe-Cobourg-Saalfeld         |  |  |  |  |  |  |  |  |  |  |  |  |  |  |  |  |  |  |
|  |                                               |  |  |  |  |  |  |  |  |  |  |  |  |  |  |  |  |  |  |
|  |                                               |  |  |  |  |  |  |  |  |  |  |  |  |  |  |  |  |  |  |
|  | 31=25. Augusta Reuss d'Ebersdorf              |  |  |  |  |  |  |  |  |  |  |  |  |  |  |  |  |  |  |
|  |                                               |  |  |  |  |  |  |  |  |  |  |  |  |  |  |  |  |  |  |
|  |                                               |  |  |  |  |  |  |  |  |  |  |  |  |  |  |  |  |  |  |

### Sophie et Constantin dans les royautés orthodoxes
|                                                                  |                                                                  |                                                                  |                                                                  |                                                                  |                                                                  |  |  |                                                              |                                                              |                                                              |                                                              |                                                              |                                                              |                                                              |                                                              |                                                                                  |                                                                                  |                                                                                  |                                                                                  |                                                                                  |                                                                                  | François Ier, Duc de Saxe-Cobourg ∞ Sophie, Pcesse de Saxe-Hildburghausen |                                                          |                                                                 |                                                                 |                                                                 |                                                                 |                                                                        |                                                                        |                                                                        |                                                                        |                                                                        |                                                                        |                         |                         |                                                     |                                                     |                                                     |                                                     |                                                     |                                                     |                           |                           |                                                                           |                                                                           |                                                                           |                                                                           |                                                                                  |                                                                                  |                                                                                  |                                                                                  |                                                                                  |                                                                                  |                                                                   |                                                                   |                                                                         |                                                                         |                                                                         |                                                                         |                                                                         |                                                                         |  |  |                                                                    |                                                                    |                                                                    |                                                                    |                                                                    |                                                                    |  |  |  |  |  |  |  |  |  |  |  |  |  |  |  |  |  |  |  |  |  |  |  |  |  |  |  |  |  |  |  |  |  |  |  |  |  |  |  |  |  |  |
|                                                                  |                                                                  |                                                                  |                                                                  |                                                                  |                                                                  |  |  |                                                              |                                                              |                                                              |                                                              |                                                              |                                                              |                                                              |                                                              |                                                                                  |                                                                                  |                                                                                  |                                                                                  |                                                                                  |                                                                                  |                                                                           |                                                          |                                                                 |                                                                 |                                                                 |                                                                 |                                                                        |                                                                        |                                                                        |                                                                        |                                                                        |                                                                        |                         |                         |                                                     |                                                     |                                                     |                                                     |                                                     |                                                     |                           |                           |                                                                           |                                                                           |                                                                           |                                                                           |                                                                                  |                                                                                  |                                                                                  |                                                                                  |                                                                                  |                                                                                  |                                                                   |                                                                   |                                                                         |                                                                         |                                                                         |                                                                         |                                                                         |                                                                         |  |  |                                                                    |                                                                    |                                                                    |                                                                    |                                                                    |                                                                    |  |  |  |  |  |  |  |  |  |  |  |  |  |  |  |  |  |  |  |  |  |  |  |  |  |  |  |  |  |  |  |  |  |  |  |  |  |  |  |  |  |  |
|                                                                  |                                                                  |                                                                  |                                                                  |                                                                  |                                                                  |  |  |                                                              |                                                              |                                                              |                                                              |                                                              |                                                              |                                                              |                                                              |                                                                                  |                                                                                  |                                                                                  |                                                                                  |                                                                                  |                                                                                  |                                                                           |                                                          |                                                                 |                                                                 |                                                                 |                                                                 |                                                                        |                                                                        |                                                                        |                                                                        |                                                                        |                                                                        |                         |                         |                                                     |                                                     |                                                     |                                                     |                                                     |                                                     |                           |                           |                                                                           |                                                                           |                                                                           |                                                                           |                                                                                  |                                                                                  |                                                                                  |                                                                                  |                                                                                  |                                                                                  |                                                                   |                                                                   |                                                                         |                                                                         |                                                                         |                                                                         |                                                                         |                                                                         |  |  |                                                                    |                                                                    |                                                                    |                                                                    |                                                                    |                                                                    |  |  |  |  |  |  |  |  |  |  |  |  |  |  |  |  |  |  |  |  |  |  |  |  |  |  |  |  |  |  |  |  |  |  |  |  |  |  |  |  |  |  |
| Ferdinand, Pce de Saxe-Cobourg ∞ Antoinette, Pcesse de Kohary    | Ferdinand, Pce de Saxe-Cobourg ∞ Antoinette, Pcesse de Kohary    | Ferdinand, Pce de Saxe-Cobourg ∞ Antoinette, Pcesse de Kohary    | Ferdinand, Pce de Saxe-Cobourg ∞ Antoinette, Pcesse de Kohary    | Ferdinand, Pce de Saxe-Cobourg ∞ Antoinette, Pcesse de Kohary    | Ferdinand, Pce de Saxe-Cobourg ∞ Antoinette, Pcesse de Kohary    |  |  |                                                              |                                                              |                                                              |                                                              |                                                              |                                                              |                                                              |                                                              |                                                                                  |                                                                                  |                                                                                  |                                                                                  |                                                                                  |                                                                                  |                                                                           |                                                          |                                                                 |                                                                 |                                                                 |                                                                 |                                                                        |                                                                        |                                                                        |                                                                        |                                                                        |                                                                        |                         |                         |                                                     |                                                     |                                                     |                                                     |                                                     |                                                     |                           |                           | Ernest Ier, Duc de Saxe-Cobourg ∞ Louise, Pcesse de Saxe-Gotha-Altenbourg | Ernest Ier, Duc de Saxe-Cobourg ∞ Louise, Pcesse de Saxe-Gotha-Altenbourg | Ernest Ier, Duc de Saxe-Cobourg ∞ Louise, Pcesse de Saxe-Gotha-Altenbourg | Ernest Ier, Duc de Saxe-Cobourg ∞ Louise, Pcesse de Saxe-Gotha-Altenbourg | Ernest Ier, Duc de Saxe-Cobourg ∞ Louise, Pcesse de Saxe-Gotha-Altenbourg        | Ernest Ier, Duc de Saxe-Cobourg ∞ Louise, Pcesse de Saxe-Gotha-Altenbourg        |                                                                                  |                                                                                  |                                                                                  |                                                                                  |                                                                   |                                                                   |                                                                         |                                                                         |                                                                         |                                                                         |                                                                         |                                                                         |  |  |                                                                    |                                                                    |                                                                    |                                                                    |                                                                    |                                                                    |  |  |  |  |  |  |  |  |  |  |  |  |  |  |  |  |  |  |  |  |  |  |  |  |  |  |  |  |  |  |  |  |  |  |  |  |  |  |  |  |  |  |
| Ferdinand, Pce de Saxe-Cobourg ∞ Antoinette, Pcesse de Kohary    | Ferdinand, Pce de Saxe-Cobourg ∞ Antoinette, Pcesse de Kohary    | Ferdinand, Pce de Saxe-Cobourg ∞ Antoinette, Pcesse de Kohary    | Ferdinand, Pce de Saxe-Cobourg ∞ Antoinette, Pcesse de Kohary    | Ferdinand, Pce de Saxe-Cobourg ∞ Antoinette, Pcesse de Kohary    | Ferdinand, Pce de Saxe-Cobourg ∞ Antoinette, Pcesse de Kohary    |  |  |                                                              |                                                              |                                                              |                                                              |                                                              |                                                              |                                                              |                                                              |                                                                                  |                                                                                  |                                                                                  |                                                                                  |                                                                                  |                                                                                  |                                                                           |                                                          |                                                                 |                                                                 |                                                                 |                                                                 |                                                                        |                                                                        |                                                                        |                                                                        |                                                                        |                                                                        |                         |                         |                                                     |                                                     |                                                     |                                                     |                                                     |                                                     |                           |                           | Ernest Ier, Duc de Saxe-Cobourg ∞ Louise, Pcesse de Saxe-Gotha-Altenbourg | Ernest Ier, Duc de Saxe-Cobourg ∞ Louise, Pcesse de Saxe-Gotha-Altenbourg | Ernest Ier, Duc de Saxe-Cobourg ∞ Louise, Pcesse de Saxe-Gotha-Altenbourg | Ernest Ier, Duc de Saxe-Cobourg ∞ Louise, Pcesse de Saxe-Gotha-Altenbourg | Ernest Ier, Duc de Saxe-Cobourg ∞ Louise, Pcesse de Saxe-Gotha-Altenbourg        | Ernest Ier, Duc de Saxe-Cobourg ∞ Louise, Pcesse de Saxe-Gotha-Altenbourg        |                                                                                  |                                                                                  |                                                                                  |                                                                                  |                                                                   |                                                                   |                                                                         |                                                                         |                                                                         |                                                                         |                                                                         |                                                                         |  |  |                                                                    |                                                                    |                                                                    |                                                                    |                                                                    |                                                                    |  |  |  |  |  |  |  |  |  |  |  |  |  |  |  |  |  |  |  |  |  |  |  |  |  |  |  |  |  |  |  |  |  |  |  |  |  |  |  |  |  |  |
| Auguste, Pce de Saxe-Cobourg ∞ Clémentine, Pcesse française      | Auguste, Pce de Saxe-Cobourg ∞ Clémentine, Pcesse française      | Auguste, Pce de Saxe-Cobourg ∞ Clémentine, Pcesse française      | Auguste, Pce de Saxe-Cobourg ∞ Clémentine, Pcesse française      | Auguste, Pce de Saxe-Cobourg ∞ Clémentine, Pcesse française      | Auguste, Pce de Saxe-Cobourg ∞ Clémentine, Pcesse française      |  |  |                                                              |                                                              |                                                              |                                                              |                                                              |                                                              |                                                              |                                                              | Christian IX, Roi de Danemark ∞ Louise, Pcesse de Hesse-Cassel                   | Christian IX, Roi de Danemark ∞ Louise, Pcesse de Hesse-Cassel                   | Christian IX, Roi de Danemark ∞ Louise, Pcesse de Hesse-Cassel                   | Christian IX, Roi de Danemark ∞ Louise, Pcesse de Hesse-Cassel                   | Christian IX, Roi de Danemark ∞ Louise, Pcesse de Hesse-Cassel                   | Christian IX, Roi de Danemark ∞ Louise, Pcesse de Hesse-Cassel                   |                                                                           |                                                          |                                                                 |                                                                 |                                                                 |                                                                 |                                                                        |                                                                        |                                                                        |                                                                        |                                                                        |                                                                        |                         |                         |                                                     |                                                     |                                                     |                                                     |                                                     |                                                     |                           |                           | Albert, Pce de Saxe-Cobourg ∞ Victoria, Reine du Royaume-Uni              | Albert, Pce de Saxe-Cobourg ∞ Victoria, Reine du Royaume-Uni              | Albert, Pce de Saxe-Cobourg ∞ Victoria, Reine du Royaume-Uni              | Albert, Pce de Saxe-Cobourg ∞ Victoria, Reine du Royaume-Uni              | Albert, Pce de Saxe-Cobourg ∞ Victoria, Reine du Royaume-Uni                     | Albert, Pce de Saxe-Cobourg ∞ Victoria, Reine du Royaume-Uni                     |                                                                                  |                                                                                  |                                                                                  |                                                                                  |                                                                   |                                                                   |                                                                         |                                                                         |                                                                         |                                                                         |                                                                         |                                                                         |  |  |                                                                    |                                                                    |                                                                    |                                                                    |                                                                    |                                                                    |  |  |  |  |  |  |  |  |  |  |  |  |  |  |  |  |  |  |  |  |  |  |  |  |  |  |  |  |  |  |  |  |  |  |  |  |  |  |  |  |  |  |
| Auguste, Pce de Saxe-Cobourg ∞ Clémentine, Pcesse française      | Auguste, Pce de Saxe-Cobourg ∞ Clémentine, Pcesse française      | Auguste, Pce de Saxe-Cobourg ∞ Clémentine, Pcesse française      | Auguste, Pce de Saxe-Cobourg ∞ Clémentine, Pcesse française      | Auguste, Pce de Saxe-Cobourg ∞ Clémentine, Pcesse française      | Auguste, Pce de Saxe-Cobourg ∞ Clémentine, Pcesse française      |  |  |                                                              |                                                              |                                                              |                                                              |                                                              |                                                              |                                                              |                                                              | Christian IX, Roi de Danemark ∞ Louise, Pcesse de Hesse-Cassel                   | Christian IX, Roi de Danemark ∞ Louise, Pcesse de Hesse-Cassel                   | Christian IX, Roi de Danemark ∞ Louise, Pcesse de Hesse-Cassel                   | Christian IX, Roi de Danemark ∞ Louise, Pcesse de Hesse-Cassel                   | Christian IX, Roi de Danemark ∞ Louise, Pcesse de Hesse-Cassel                   | Christian IX, Roi de Danemark ∞ Louise, Pcesse de Hesse-Cassel                   |                                                                           |                                                          |                                                                 |                                                                 |                                                                 |                                                                 |                                                                        |                                                                        |                                                                        |                                                                        |                                                                        |                                                                        |                         |                         |                                                     |                                                     |                                                     |                                                     |                                                     |                                                     |                           |                           | Albert, Pce de Saxe-Cobourg ∞ Victoria, Reine du Royaume-Uni              | Albert, Pce de Saxe-Cobourg ∞ Victoria, Reine du Royaume-Uni              | Albert, Pce de Saxe-Cobourg ∞ Victoria, Reine du Royaume-Uni              | Albert, Pce de Saxe-Cobourg ∞ Victoria, Reine du Royaume-Uni              | Albert, Pce de Saxe-Cobourg ∞ Victoria, Reine du Royaume-Uni                     | Albert, Pce de Saxe-Cobourg ∞ Victoria, Reine du Royaume-Uni                     |                                                                                  |                                                                                  |                                                                                  |                                                                                  |                                                                   |                                                                   |                                                                         |                                                                         |                                                                         |                                                                         |                                                                         |                                                                         |  |  |                                                                    |                                                                    |                                                                    |                                                                    |                                                                    |                                                                    |  |  |  |  |  |  |  |  |  |  |  |  |  |  |  |  |  |  |  |  |  |  |  |  |  |  |  |  |  |  |  |  |  |  |  |  |  |  |  |  |  |  |
|                                                                  |                                                                  |                                                                  |                                                                  |                                                                  |                                                                  |  |  |                                                              |                                                              |                                                              |                                                              |                                                              |                                                              |                                                              |                                                              |                                                                                  |                                                                                  |                                                                                  |                                                                                  |                                                                                  |                                                                                  |                                                                           |                                                          |                                                                 |                                                                 |                                                                 |                                                                 |                                                                        |                                                                        |                                                                        |                                                                        |                                                                        |                                                                        |                         |                         |                                                     |                                                     |                                                     |                                                     |                                                     |                                                     |                           |                           |                                                                           |                                                                           |                                                                           |                                                                           |                                                                                  |                                                                                  |                                                                                  |                                                                                  |                                                                                  |                                                                                  |                                                                   |                                                                   |                                                                         |                                                                         |                                                                         |                                                                         |                                                                         |                                                                         |  |  |                                                                    |                                                                    |                                                                    |                                                                    |                                                                    |                                                                    |  |  |  |  |  |  |  |  |  |  |  |  |  |  |  |  |  |  |  |  |  |  |  |  |  |  |  |  |  |  |  |  |  |  |  |  |  |  |  |  |  |  |
| Ferdinand Ier, Tsar des Bulgares ∞ Marie-Louise, Pcesse de Parme | Ferdinand Ier, Tsar des Bulgares ∞ Marie-Louise, Pcesse de Parme | Ferdinand Ier, Tsar des Bulgares ∞ Marie-Louise, Pcesse de Parme | Ferdinand Ier, Tsar des Bulgares ∞ Marie-Louise, Pcesse de Parme | Ferdinand Ier, Tsar des Bulgares ∞ Marie-Louise, Pcesse de Parme | Ferdinand Ier, Tsar des Bulgares ∞ Marie-Louise, Pcesse de Parme |  |  |                                                              |                                                              |                                                              |                                                              | Dagmar, Pcesse de Danemark ∞ Alexandre III, Tsar de Russie   | Dagmar, Pcesse de Danemark ∞ Alexandre III, Tsar de Russie   | Dagmar, Pcesse de Danemark ∞ Alexandre III, Tsar de Russie   | Dagmar, Pcesse de Danemark ∞ Alexandre III, Tsar de Russie   | Dagmar, Pcesse de Danemark ∞ Alexandre III, Tsar de Russie                       | Dagmar, Pcesse de Danemark ∞ Alexandre III, Tsar de Russie                       |                                                                                  |                                                                                  | Georges Ier, Roi des Hellènes ∞ Olga, Gde-Dsse de Russie                         | Georges Ier, Roi des Hellènes ∞ Olga, Gde-Dsse de Russie                         | Georges Ier, Roi des Hellènes ∞ Olga, Gde-Dsse de Russie                  | Georges Ier, Roi des Hellènes ∞ Olga, Gde-Dsse de Russie | Georges Ier, Roi des Hellènes ∞ Olga, Gde-Dsse de Russie        | Georges Ier, Roi des Hellènes ∞ Olga, Gde-Dsse de Russie        |                                                                 |                                                                 | Victoria, Pcesse royale du Royaume-Uni ∞ Frédéric III, Kaiser allemand | Victoria, Pcesse royale du Royaume-Uni ∞ Frédéric III, Kaiser allemand | Victoria, Pcesse royale du Royaume-Uni ∞ Frédéric III, Kaiser allemand | Victoria, Pcesse royale du Royaume-Uni ∞ Frédéric III, Kaiser allemand | Victoria, Pcesse royale du Royaume-Uni ∞ Frédéric III, Kaiser allemand | Victoria, Pcesse royale du Royaume-Uni ∞ Frédéric III, Kaiser allemand |                         |                         |                                                     |                                                     |                                                     |                                                     |                                                     |                                                     |                           |                           |                                                                           |                                                                           |                                                                           |                                                                           |                                                                                  |                                                                                  |                                                                                  |                                                                                  | Alfred Ier, Duc de Saxe-Cobourg-Gotha ∞ Maria, Gde-Dsse de Russie                | Alfred Ier, Duc de Saxe-Cobourg-Gotha ∞ Maria, Gde-Dsse de Russie                | Alfred Ier, Duc de Saxe-Cobourg-Gotha ∞ Maria, Gde-Dsse de Russie | Alfred Ier, Duc de Saxe-Cobourg-Gotha ∞ Maria, Gde-Dsse de Russie | Alfred Ier, Duc de Saxe-Cobourg-Gotha ∞ Maria, Gde-Dsse de Russie       | Alfred Ier, Duc de Saxe-Cobourg-Gotha ∞ Maria, Gde-Dsse de Russie       |                                                                         |                                                                         |                                                                         |                                                                         |  |  | Alice, Pcesse du Royaume-Uni ∞ Louis IV, Gd-duc de Hesse-Darmstadt | Alice, Pcesse du Royaume-Uni ∞ Louis IV, Gd-duc de Hesse-Darmstadt | Alice, Pcesse du Royaume-Uni ∞ Louis IV, Gd-duc de Hesse-Darmstadt | Alice, Pcesse du Royaume-Uni ∞ Louis IV, Gd-duc de Hesse-Darmstadt | Alice, Pcesse du Royaume-Uni ∞ Louis IV, Gd-duc de Hesse-Darmstadt | Alice, Pcesse du Royaume-Uni ∞ Louis IV, Gd-duc de Hesse-Darmstadt |  |  |  |  |  |  |  |  |  |  |  |  |  |  |  |  |  |  |  |  |  |  |  |  |  |  |  |  |  |  |  |  |  |  |  |  |  |  |  |  |  |  |
| Ferdinand Ier, Tsar des Bulgares ∞ Marie-Louise, Pcesse de Parme | Ferdinand Ier, Tsar des Bulgares ∞ Marie-Louise, Pcesse de Parme | Ferdinand Ier, Tsar des Bulgares ∞ Marie-Louise, Pcesse de Parme | Ferdinand Ier, Tsar des Bulgares ∞ Marie-Louise, Pcesse de Parme | Ferdinand Ier, Tsar des Bulgares ∞ Marie-Louise, Pcesse de Parme | Ferdinand Ier, Tsar des Bulgares ∞ Marie-Louise, Pcesse de Parme |  |  |                                                              |                                                              |                                                              |                                                              | Dagmar, Pcesse de Danemark ∞ Alexandre III, Tsar de Russie   | Dagmar, Pcesse de Danemark ∞ Alexandre III, Tsar de Russie   | Dagmar, Pcesse de Danemark ∞ Alexandre III, Tsar de Russie   | Dagmar, Pcesse de Danemark ∞ Alexandre III, Tsar de Russie   | Dagmar, Pcesse de Danemark ∞ Alexandre III, Tsar de Russie                       | Dagmar, Pcesse de Danemark ∞ Alexandre III, Tsar de Russie                       |                                                                                  |                                                                                  | Georges Ier, Roi des Hellènes ∞ Olga, Gde-Dsse de Russie                         | Georges Ier, Roi des Hellènes ∞ Olga, Gde-Dsse de Russie                         | Georges Ier, Roi des Hellènes ∞ Olga, Gde-Dsse de Russie                  | Georges Ier, Roi des Hellènes ∞ Olga, Gde-Dsse de Russie | Georges Ier, Roi des Hellènes ∞ Olga, Gde-Dsse de Russie        | Georges Ier, Roi des Hellènes ∞ Olga, Gde-Dsse de Russie        |                                                                 |                                                                 | Victoria, Pcesse royale du Royaume-Uni ∞ Frédéric III, Kaiser allemand | Victoria, Pcesse royale du Royaume-Uni ∞ Frédéric III, Kaiser allemand | Victoria, Pcesse royale du Royaume-Uni ∞ Frédéric III, Kaiser allemand | Victoria, Pcesse royale du Royaume-Uni ∞ Frédéric III, Kaiser allemand | Victoria, Pcesse royale du Royaume-Uni ∞ Frédéric III, Kaiser allemand | Victoria, Pcesse royale du Royaume-Uni ∞ Frédéric III, Kaiser allemand |                         |                         |                                                     |                                                     |                                                     |                                                     |                                                     |                                                     |                           |                           |                                                                           |                                                                           |                                                                           |                                                                           |                                                                                  |                                                                                  |                                                                                  |                                                                                  | Alfred Ier, Duc de Saxe-Cobourg-Gotha ∞ Maria, Gde-Dsse de Russie                | Alfred Ier, Duc de Saxe-Cobourg-Gotha ∞ Maria, Gde-Dsse de Russie                | Alfred Ier, Duc de Saxe-Cobourg-Gotha ∞ Maria, Gde-Dsse de Russie | Alfred Ier, Duc de Saxe-Cobourg-Gotha ∞ Maria, Gde-Dsse de Russie | Alfred Ier, Duc de Saxe-Cobourg-Gotha ∞ Maria, Gde-Dsse de Russie       | Alfred Ier, Duc de Saxe-Cobourg-Gotha ∞ Maria, Gde-Dsse de Russie       |                                                                         |                                                                         |                                                                         |                                                                         |  |  | Alice, Pcesse du Royaume-Uni ∞ Louis IV, Gd-duc de Hesse-Darmstadt | Alice, Pcesse du Royaume-Uni ∞ Louis IV, Gd-duc de Hesse-Darmstadt | Alice, Pcesse du Royaume-Uni ∞ Louis IV, Gd-duc de Hesse-Darmstadt | Alice, Pcesse du Royaume-Uni ∞ Louis IV, Gd-duc de Hesse-Darmstadt | Alice, Pcesse du Royaume-Uni ∞ Louis IV, Gd-duc de Hesse-Darmstadt | Alice, Pcesse du Royaume-Uni ∞ Louis IV, Gd-duc de Hesse-Darmstadt |  |  |  |  |  |  |  |  |  |  |  |  |  |  |  |  |  |  |  |  |  |  |  |  |  |  |  |  |  |  |  |  |  |  |  |  |  |  |  |  |  |  |
|                                                                  |                                                                  |                                                                  |                                                                  |                                                                  |                                                                  |  |  |                                                              |                                                              |                                                              |                                                              |                                                              |                                                              |                                                              |                                                              |                                                                                  |                                                                                  |                                                                                  |                                                                                  |                                                                                  |                                                                                  |                                                                           |                                                          |                                                                 |                                                                 |                                                                 |                                                                 |                                                                        |                                                                        |                                                                        |                                                                        |                                                                        |                                                                        |                         |                         |                                                     |                                                     |                                                     |                                                     |                                                     |                                                     |                           |                           |                                                                           |                                                                           |                                                                           |                                                                           |                                                                                  |                                                                                  |                                                                                  |                                                                                  |                                                                                  |                                                                                  |                                                                   |                                                                   |                                                                         |                                                                         |                                                                         |                                                                         |                                                                         |                                                                         |  |  |                                                                    |                                                                    |                                                                    |                                                                    |                                                                    |                                                                    |  |  |  |  |  |  |  |  |  |  |  |  |  |  |  |  |  |  |  |  |  |  |  |  |  |  |  |  |  |  |  |  |  |  |  |  |  |  |  |  |  |  |
| Boris III, Tsar des Bulgares ∞ Jeanne, Pcesse d'Italie           | Boris III, Tsar des Bulgares ∞ Jeanne, Pcesse d'Italie           | Boris III, Tsar des Bulgares ∞ Jeanne, Pcesse d'Italie           | Boris III, Tsar des Bulgares ∞ Jeanne, Pcesse d'Italie           | Boris III, Tsar des Bulgares ∞ Jeanne, Pcesse d'Italie           | Boris III, Tsar des Bulgares ∞ Jeanne, Pcesse d'Italie           |  |  |                                                              |                                                              |                                                              |                                                              | Nicolas II, Tsar de Russie ∞ Alix, Pcesse de Hesse-Darmstadt | Nicolas II, Tsar de Russie ∞ Alix, Pcesse de Hesse-Darmstadt | Nicolas II, Tsar de Russie ∞ Alix, Pcesse de Hesse-Darmstadt | Nicolas II, Tsar de Russie ∞ Alix, Pcesse de Hesse-Darmstadt | Nicolas II, Tsar de Russie ∞ Alix, Pcesse de Hesse-Darmstadt                     | Nicolas II, Tsar de Russie ∞ Alix, Pcesse de Hesse-Darmstadt                     |                                                                                  |                                                                                  | Constantin Ier, Roi des Hellènes                                                 | Constantin Ier, Roi des Hellènes                                                 | Constantin Ier, Roi des Hellènes                                          | Constantin Ier, Roi des Hellènes                         | Constantin Ier, Roi des Hellènes                                | Constantin Ier, Roi des Hellènes                                |                                                                 |                                                                 | Sophie, Pcesse de Prusse                                               | Sophie, Pcesse de Prusse                                               | Sophie, Pcesse de Prusse                                               | Sophie, Pcesse de Prusse                                               | Sophie, Pcesse de Prusse                                               | Sophie, Pcesse de Prusse                                               |                         |                         |                                                     |                                                     |                                                     |                                                     |                                                     |                                                     |                           |                           |                                                                           |                                                                           | Marie, Pcesse de Saxe-Cobourg-Gotha ∞ Ferdinand Ier, Roi de Roumanie      | Marie, Pcesse de Saxe-Cobourg-Gotha ∞ Ferdinand Ier, Roi de Roumanie      | Marie, Pcesse de Saxe-Cobourg-Gotha ∞ Ferdinand Ier, Roi de Roumanie             | Marie, Pcesse de Saxe-Cobourg-Gotha ∞ Ferdinand Ier, Roi de Roumanie             | Marie, Pcesse de Saxe-Cobourg-Gotha ∞ Ferdinand Ier, Roi de Roumanie             | Marie, Pcesse de Saxe-Cobourg-Gotha ∞ Ferdinand Ier, Roi de Roumanie             |                                                                                  |                                                                                  |                                                                   |                                                                   | Victoria-Mélita, Pcesse de Saxe-Cobourg-Gotha ∞ Cyril, Gd-duc de Russie | Victoria-Mélita, Pcesse de Saxe-Cobourg-Gotha ∞ Cyril, Gd-duc de Russie | Victoria-Mélita, Pcesse de Saxe-Cobourg-Gotha ∞ Cyril, Gd-duc de Russie | Victoria-Mélita, Pcesse de Saxe-Cobourg-Gotha ∞ Cyril, Gd-duc de Russie | Victoria-Mélita, Pcesse de Saxe-Cobourg-Gotha ∞ Cyril, Gd-duc de Russie | Victoria-Mélita, Pcesse de Saxe-Cobourg-Gotha ∞ Cyril, Gd-duc de Russie |  |  | Alix, Pcesse de Hesse-Darmstadt ∞ Nicolas II, Tsar de Russie       | Alix, Pcesse de Hesse-Darmstadt ∞ Nicolas II, Tsar de Russie       | Alix, Pcesse de Hesse-Darmstadt ∞ Nicolas II, Tsar de Russie       | Alix, Pcesse de Hesse-Darmstadt ∞ Nicolas II, Tsar de Russie       | Alix, Pcesse de Hesse-Darmstadt ∞ Nicolas II, Tsar de Russie       | Alix, Pcesse de Hesse-Darmstadt ∞ Nicolas II, Tsar de Russie       |  |  |  |  |  |  |  |  |  |  |  |  |  |  |  |  |  |  |  |  |  |  |  |  |  |  |  |  |  |  |  |  |  |  |  |  |  |  |  |  |  |  |
| Boris III, Tsar des Bulgares ∞ Jeanne, Pcesse d'Italie           | Boris III, Tsar des Bulgares ∞ Jeanne, Pcesse d'Italie           | Boris III, Tsar des Bulgares ∞ Jeanne, Pcesse d'Italie           | Boris III, Tsar des Bulgares ∞ Jeanne, Pcesse d'Italie           | Boris III, Tsar des Bulgares ∞ Jeanne, Pcesse d'Italie           | Boris III, Tsar des Bulgares ∞ Jeanne, Pcesse d'Italie           |  |  |                                                              |                                                              |                                                              |                                                              | Nicolas II, Tsar de Russie ∞ Alix, Pcesse de Hesse-Darmstadt | Nicolas II, Tsar de Russie ∞ Alix, Pcesse de Hesse-Darmstadt | Nicolas II, Tsar de Russie ∞ Alix, Pcesse de Hesse-Darmstadt | Nicolas II, Tsar de Russie ∞ Alix, Pcesse de Hesse-Darmstadt | Nicolas II, Tsar de Russie ∞ Alix, Pcesse de Hesse-Darmstadt                     | Nicolas II, Tsar de Russie ∞ Alix, Pcesse de Hesse-Darmstadt                     |                                                                                  |                                                                                  | Constantin Ier, Roi des Hellènes                                                 | Constantin Ier, Roi des Hellènes                                                 | Constantin Ier, Roi des Hellènes                                          | Constantin Ier, Roi des Hellènes                         | Constantin Ier, Roi des Hellènes                                | Constantin Ier, Roi des Hellènes                                |                                                                 |                                                                 | Sophie, Pcesse de Prusse                                               | Sophie, Pcesse de Prusse                                               | Sophie, Pcesse de Prusse                                               | Sophie, Pcesse de Prusse                                               | Sophie, Pcesse de Prusse                                               | Sophie, Pcesse de Prusse                                               |                         |                         |                                                     |                                                     |                                                     |                                                     |                                                     |                                                     |                           |                           |                                                                           |                                                                           | Marie, Pcesse de Saxe-Cobourg-Gotha ∞ Ferdinand Ier, Roi de Roumanie      | Marie, Pcesse de Saxe-Cobourg-Gotha ∞ Ferdinand Ier, Roi de Roumanie      | Marie, Pcesse de Saxe-Cobourg-Gotha ∞ Ferdinand Ier, Roi de Roumanie             | Marie, Pcesse de Saxe-Cobourg-Gotha ∞ Ferdinand Ier, Roi de Roumanie             | Marie, Pcesse de Saxe-Cobourg-Gotha ∞ Ferdinand Ier, Roi de Roumanie             | Marie, Pcesse de Saxe-Cobourg-Gotha ∞ Ferdinand Ier, Roi de Roumanie             |                                                                                  |                                                                                  |                                                                   |                                                                   | Victoria-Mélita, Pcesse de Saxe-Cobourg-Gotha ∞ Cyril, Gd-duc de Russie | Victoria-Mélita, Pcesse de Saxe-Cobourg-Gotha ∞ Cyril, Gd-duc de Russie | Victoria-Mélita, Pcesse de Saxe-Cobourg-Gotha ∞ Cyril, Gd-duc de Russie | Victoria-Mélita, Pcesse de Saxe-Cobourg-Gotha ∞ Cyril, Gd-duc de Russie | Victoria-Mélita, Pcesse de Saxe-Cobourg-Gotha ∞ Cyril, Gd-duc de Russie | Victoria-Mélita, Pcesse de Saxe-Cobourg-Gotha ∞ Cyril, Gd-duc de Russie |  |  | Alix, Pcesse de Hesse-Darmstadt ∞ Nicolas II, Tsar de Russie       | Alix, Pcesse de Hesse-Darmstadt ∞ Nicolas II, Tsar de Russie       | Alix, Pcesse de Hesse-Darmstadt ∞ Nicolas II, Tsar de Russie       | Alix, Pcesse de Hesse-Darmstadt ∞ Nicolas II, Tsar de Russie       | Alix, Pcesse de Hesse-Darmstadt ∞ Nicolas II, Tsar de Russie       | Alix, Pcesse de Hesse-Darmstadt ∞ Nicolas II, Tsar de Russie       |  |  |  |  |  |  |  |  |  |  |  |  |  |  |  |  |  |  |  |  |  |  |  |  |  |  |  |  |  |  |  |  |  |  |  |  |  |  |  |  |  |  |
|                                                                  |                                                                  |                                                                  |                                                                  |                                                                  |                                                                  |  |  |                                                              |                                                              |                                                              |                                                              |                                                              |                                                              |                                                              |                                                              |                                                                                  |                                                                                  |                                                                                  |                                                                                  |                                                                                  |                                                                                  |                                                                           |                                                          |                                                                 |                                                                 |                                                                 |                                                                 |                                                                        |                                                                        |                                                                        |                                                                        |                                                                        |                                                                        |                         |                         |                                                     |                                                     |                                                     |                                                     |                                                     |                                                     |                           |                           |                                                                           |                                                                           |                                                                           |                                                                           |                                                                                  |                                                                                  |                                                                                  |                                                                                  |                                                                                  |                                                                                  |                                                                   |                                                                   |                                                                         |                                                                         |                                                                         |                                                                         |                                                                         |                                                                         |  |  |                                                                    |                                                                    |                                                                    |                                                                    |                                                                    |                                                                    |  |  |  |  |  |  |  |  |  |  |  |  |  |  |  |  |  |  |  |  |  |  |  |  |  |  |  |  |  |  |  |  |  |  |  |  |  |  |  |  |  |  |
|                                                                  |                                                                  |                                                                  |                                                                  |                                                                  |                                                                  |  |  |                                                              |                                                              |                                                              |                                                              |                                                              |                                                              |                                                              |                                                              |                                                                                  |                                                                                  |                                                                                  |                                                                                  |                                                                                  |                                                                                  |                                                                           |                                                          |                                                                 |                                                                 |                                                                 |                                                                 |                                                                        |                                                                        |                                                                        |                                                                        |                                                                        |                                                                        |                         |                         |                                                     |                                                     |                                                     |                                                     |                                                     |                                                     |                           |                           |                                                                           |                                                                           |                                                                           |                                                                           |                                                                                  |                                                                                  |                                                                                  |                                                                                  |                                                                                  |                                                                                  |                                                                   |                                                                   |                                                                         |                                                                         |                                                                         |                                                                         |                                                                         |                                                                         |  |  |                                                                    |                                                                    |                                                                    |                                                                    |                                                                    |                                                                    |  |  |  |  |  |  |  |  |  |  |  |  |  |  |  |  |  |  |  |  |  |  |  |  |  |  |  |  |  |  |  |  |  |  |  |  |  |  |  |  |  |  |
| Siméon II, Tsar des Bulgares ∞ Margarita Gómez-Acebo             | Siméon II, Tsar des Bulgares ∞ Margarita Gómez-Acebo             | Siméon II, Tsar des Bulgares ∞ Margarita Gómez-Acebo             | Siméon II, Tsar des Bulgares ∞ Margarita Gómez-Acebo             | Siméon II, Tsar des Bulgares ∞ Margarita Gómez-Acebo             | Siméon II, Tsar des Bulgares ∞ Margarita Gómez-Acebo             |  |  | Georges II, Roi des Hellènes ∞ Élisabeth, Pcesse de Roumanie | Georges II, Roi des Hellènes ∞ Élisabeth, Pcesse de Roumanie | Georges II, Roi des Hellènes ∞ Élisabeth, Pcesse de Roumanie | Georges II, Roi des Hellènes ∞ Élisabeth, Pcesse de Roumanie | Georges II, Roi des Hellènes ∞ Élisabeth, Pcesse de Roumanie | Georges II, Roi des Hellènes ∞ Élisabeth, Pcesse de Roumanie |                                                              |                                                              | Alexandre Ier, Roi des Hellènes ∞ Aspasia Manos                                  | Alexandre Ier, Roi des Hellènes ∞ Aspasia Manos                                  | Alexandre Ier, Roi des Hellènes ∞ Aspasia Manos                                  | Alexandre Ier, Roi des Hellènes ∞ Aspasia Manos                                  | Alexandre Ier, Roi des Hellènes ∞ Aspasia Manos                                  | Alexandre Ier, Roi des Hellènes ∞ Aspasia Manos                                  |                                                                           |                                                          | Paul Ier, Roi des Hellènes ∞ Frederika, Pcesse de Hanovre       | Paul Ier, Roi des Hellènes ∞ Frederika, Pcesse de Hanovre       | Paul Ier, Roi des Hellènes ∞ Frederika, Pcesse de Hanovre       | Paul Ier, Roi des Hellènes ∞ Frederika, Pcesse de Hanovre       | Paul Ier, Roi des Hellènes ∞ Frederika, Pcesse de Hanovre              | Paul Ier, Roi des Hellènes ∞ Frederika, Pcesse de Hanovre              |                                                                        |                                                                        | Hélène, Pcesse de Grèce                                                | Hélène, Pcesse de Grèce                                                | Hélène, Pcesse de Grèce | Hélène, Pcesse de Grèce | Hélène, Pcesse de Grèce                             | Hélène, Pcesse de Grèce                             |                                                     |                                                     | Carol II, Roi de Roumanie                           | Carol II, Roi de Roumanie                           | Carol II, Roi de Roumanie | Carol II, Roi de Roumanie | Carol II, Roi de Roumanie                                                 | Carol II, Roi de Roumanie                                                 |                                                                           |                                                                           | Marie, Pcesse de Roumanie ∞ Alexandre Ier, Roi de Yougoslavie                    | Marie, Pcesse de Roumanie ∞ Alexandre Ier, Roi de Yougoslavie                    | Marie, Pcesse de Roumanie ∞ Alexandre Ier, Roi de Yougoslavie                    | Marie, Pcesse de Roumanie ∞ Alexandre Ier, Roi de Yougoslavie                    | Marie, Pcesse de Roumanie ∞ Alexandre Ier, Roi de Yougoslavie                    | Marie, Pcesse de Roumanie ∞ Alexandre Ier, Roi de Yougoslavie                    |                                                                   |                                                                   | Vladimir, Gd-duc de Russie ∞ Léonida, Pcesse Bagration-Moukhranski      | Vladimir, Gd-duc de Russie ∞ Léonida, Pcesse Bagration-Moukhranski      | Vladimir, Gd-duc de Russie ∞ Léonida, Pcesse Bagration-Moukhranski      | Vladimir, Gd-duc de Russie ∞ Léonida, Pcesse Bagration-Moukhranski      | Vladimir, Gd-duc de Russie ∞ Léonida, Pcesse Bagration-Moukhranski      | Vladimir, Gd-duc de Russie ∞ Léonida, Pcesse Bagration-Moukhranski      |  |  | Alexis, Tsarévitch de Russie                                       | Alexis, Tsarévitch de Russie                                       | Alexis, Tsarévitch de Russie                                       | Alexis, Tsarévitch de Russie                                       | Alexis, Tsarévitch de Russie                                       | Alexis, Tsarévitch de Russie                                       |  |  |  |  |  |  |  |  |  |  |  |  |  |  |  |  |  |  |  |  |  |  |  |  |  |  |  |  |  |  |  |  |  |  |  |  |  |  |  |  |  |  |
| Siméon II, Tsar des Bulgares ∞ Margarita Gómez-Acebo             | Siméon II, Tsar des Bulgares ∞ Margarita Gómez-Acebo             | Siméon II, Tsar des Bulgares ∞ Margarita Gómez-Acebo             | Siméon II, Tsar des Bulgares ∞ Margarita Gómez-Acebo             | Siméon II, Tsar des Bulgares ∞ Margarita Gómez-Acebo             | Siméon II, Tsar des Bulgares ∞ Margarita Gómez-Acebo             |  |  | Georges II, Roi des Hellènes ∞ Élisabeth, Pcesse de Roumanie | Georges II, Roi des Hellènes ∞ Élisabeth, Pcesse de Roumanie | Georges II, Roi des Hellènes ∞ Élisabeth, Pcesse de Roumanie | Georges II, Roi des Hellènes ∞ Élisabeth, Pcesse de Roumanie | Georges II, Roi des Hellènes ∞ Élisabeth, Pcesse de Roumanie | Georges II, Roi des Hellènes ∞ Élisabeth, Pcesse de Roumanie |                                                              |                                                              | Alexandre Ier, Roi des Hellènes ∞ Aspasia Manos                                  | Alexandre Ier, Roi des Hellènes ∞ Aspasia Manos                                  | Alexandre Ier, Roi des Hellènes ∞ Aspasia Manos                                  | Alexandre Ier, Roi des Hellènes ∞ Aspasia Manos                                  | Alexandre Ier, Roi des Hellènes ∞ Aspasia Manos                                  | Alexandre Ier, Roi des Hellènes ∞ Aspasia Manos                                  |                                                                           |                                                          | Paul Ier, Roi des Hellènes ∞ Frederika, Pcesse de Hanovre       | Paul Ier, Roi des Hellènes ∞ Frederika, Pcesse de Hanovre       | Paul Ier, Roi des Hellènes ∞ Frederika, Pcesse de Hanovre       | Paul Ier, Roi des Hellènes ∞ Frederika, Pcesse de Hanovre       | Paul Ier, Roi des Hellènes ∞ Frederika, Pcesse de Hanovre              | Paul Ier, Roi des Hellènes ∞ Frederika, Pcesse de Hanovre              |                                                                        |                                                                        | Hélène, Pcesse de Grèce                                                | Hélène, Pcesse de Grèce                                                | Hélène, Pcesse de Grèce | Hélène, Pcesse de Grèce | Hélène, Pcesse de Grèce                             | Hélène, Pcesse de Grèce                             |                                                     |                                                     | Carol II, Roi de Roumanie                           | Carol II, Roi de Roumanie                           | Carol II, Roi de Roumanie | Carol II, Roi de Roumanie | Carol II, Roi de Roumanie                                                 | Carol II, Roi de Roumanie                                                 |                                                                           |                                                                           | Marie, Pcesse de Roumanie ∞ Alexandre Ier, Roi de Yougoslavie                    | Marie, Pcesse de Roumanie ∞ Alexandre Ier, Roi de Yougoslavie                    | Marie, Pcesse de Roumanie ∞ Alexandre Ier, Roi de Yougoslavie                    | Marie, Pcesse de Roumanie ∞ Alexandre Ier, Roi de Yougoslavie                    | Marie, Pcesse de Roumanie ∞ Alexandre Ier, Roi de Yougoslavie                    | Marie, Pcesse de Roumanie ∞ Alexandre Ier, Roi de Yougoslavie                    |                                                                   |                                                                   | Vladimir, Gd-duc de Russie ∞ Léonida, Pcesse Bagration-Moukhranski      | Vladimir, Gd-duc de Russie ∞ Léonida, Pcesse Bagration-Moukhranski      | Vladimir, Gd-duc de Russie ∞ Léonida, Pcesse Bagration-Moukhranski      | Vladimir, Gd-duc de Russie ∞ Léonida, Pcesse Bagration-Moukhranski      | Vladimir, Gd-duc de Russie ∞ Léonida, Pcesse Bagration-Moukhranski      | Vladimir, Gd-duc de Russie ∞ Léonida, Pcesse Bagration-Moukhranski      |  |  | Alexis, Tsarévitch de Russie                                       | Alexis, Tsarévitch de Russie                                       | Alexis, Tsarévitch de Russie                                       | Alexis, Tsarévitch de Russie                                       | Alexis, Tsarévitch de Russie                                       | Alexis, Tsarévitch de Russie                                       |  |  |  |  |  |  |  |  |  |  |  |  |  |  |  |  |  |  |  |  |  |  |  |  |  |  |  |  |  |  |  |  |  |  |  |  |  |  |  |  |  |  |
|                                                                  |                                                                  |                                                                  |                                                                  |                                                                  |                                                                  |  |  |                                                              |                                                              |                                                              |                                                              |                                                              |                                                              |                                                              |                                                              |                                                                                  |                                                                                  |                                                                                  |                                                                                  |                                                                                  |                                                                                  |                                                                           |                                                          |                                                                 |                                                                 |                                                                 |                                                                 |                                                                        |                                                                        |                                                                        |                                                                        |                                                                        |                                                                        |                         |                         |                                                     |                                                     |                                                     |                                                     |                                                     |                                                     |                           |                           |                                                                           |                                                                           |                                                                           |                                                                           |                                                                                  |                                                                                  |                                                                                  |                                                                                  |                                                                                  |                                                                                  |                                                                   |                                                                   |                                                                         |                                                                         |                                                                         |                                                                         |                                                                         |                                                                         |  |  |                                                                    |                                                                    |                                                                    |                                                                    |                                                                    |                                                                    |  |  |  |  |  |  |  |  |  |  |  |  |  |  |  |  |  |  |  |  |  |  |  |  |  |  |  |  |  |  |  |  |  |  |  |  |  |  |  |  |  |  |
| Kardam, Pce de Tarnovo ∞ Miriam de Ungría y López                | Kardam, Pce de Tarnovo ∞ Miriam de Ungría y López                | Kardam, Pce de Tarnovo ∞ Miriam de Ungría y López                | Kardam, Pce de Tarnovo ∞ Miriam de Ungría y López                | Kardam, Pce de Tarnovo ∞ Miriam de Ungría y López                | Kardam, Pce de Tarnovo ∞ Miriam de Ungría y López                |  |  |                                                              |                                                              |                                                              |                                                              |                                                              |                                                              |                                                              |                                                              | Alexandra, Pcesse de Grèce ∞ Pierre II, Roi de Yougoslavie                       | Alexandra, Pcesse de Grèce ∞ Pierre II, Roi de Yougoslavie                       | Alexandra, Pcesse de Grèce ∞ Pierre II, Roi de Yougoslavie                       | Alexandra, Pcesse de Grèce ∞ Pierre II, Roi de Yougoslavie                       | Alexandra, Pcesse de Grèce ∞ Pierre II, Roi de Yougoslavie                       | Alexandra, Pcesse de Grèce ∞ Pierre II, Roi de Yougoslavie                       |                                                                           |                                                          | Contantin II, Roi des Hellènes ∞ Anne-Marie, Pcesse de Danemark | Contantin II, Roi des Hellènes ∞ Anne-Marie, Pcesse de Danemark | Contantin II, Roi des Hellènes ∞ Anne-Marie, Pcesse de Danemark | Contantin II, Roi des Hellènes ∞ Anne-Marie, Pcesse de Danemark | Contantin II, Roi des Hellènes ∞ Anne-Marie, Pcesse de Danemark        | Contantin II, Roi des Hellènes ∞ Anne-Marie, Pcesse de Danemark        |                                                                        |                                                                        |                                                                        |                                                                        |                         |                         | Michel Ier, Roi de Roumanie ∞ Anne, Pcesse de Parme | Michel Ier, Roi de Roumanie ∞ Anne, Pcesse de Parme | Michel Ier, Roi de Roumanie ∞ Anne, Pcesse de Parme | Michel Ier, Roi de Roumanie ∞ Anne, Pcesse de Parme | Michel Ier, Roi de Roumanie ∞ Anne, Pcesse de Parme | Michel Ier, Roi de Roumanie ∞ Anne, Pcesse de Parme |                           |                           |                                                                           |                                                                           |                                                                           |                                                                           | Pierre II, Roi de Yougoslavie ∞ Alexandra, Pcesse de Grèce                       | Pierre II, Roi de Yougoslavie ∞ Alexandra, Pcesse de Grèce                       | Pierre II, Roi de Yougoslavie ∞ Alexandra, Pcesse de Grèce                       | Pierre II, Roi de Yougoslavie ∞ Alexandra, Pcesse de Grèce                       | Pierre II, Roi de Yougoslavie ∞ Alexandra, Pcesse de Grèce                       | Pierre II, Roi de Yougoslavie ∞ Alexandra, Pcesse de Grèce                       |                                                                   |                                                                   | Maria, Gde-Dsse de Russie ∞ François-Guillaume, Pce de Prusse           | Maria, Gde-Dsse de Russie ∞ François-Guillaume, Pce de Prusse           | Maria, Gde-Dsse de Russie ∞ François-Guillaume, Pce de Prusse           | Maria, Gde-Dsse de Russie ∞ François-Guillaume, Pce de Prusse           | Maria, Gde-Dsse de Russie ∞ François-Guillaume, Pce de Prusse           | Maria, Gde-Dsse de Russie ∞ François-Guillaume, Pce de Prusse           |  |  |                                                                    |                                                                    |                                                                    |                                                                    |                                                                    |                                                                    |  |  |  |  |  |  |  |  |  |  |  |  |  |  |  |  |  |  |  |  |  |  |  |  |  |  |  |  |  |  |  |  |  |  |  |  |  |  |  |  |  |  |
| Kardam, Pce de Tarnovo ∞ Miriam de Ungría y López                | Kardam, Pce de Tarnovo ∞ Miriam de Ungría y López                | Kardam, Pce de Tarnovo ∞ Miriam de Ungría y López                | Kardam, Pce de Tarnovo ∞ Miriam de Ungría y López                | Kardam, Pce de Tarnovo ∞ Miriam de Ungría y López                | Kardam, Pce de Tarnovo ∞ Miriam de Ungría y López                |  |  |                                                              |                                                              |                                                              |                                                              |                                                              |                                                              |                                                              |                                                              | Alexandra, Pcesse de Grèce ∞ Pierre II, Roi de Yougoslavie                       | Alexandra, Pcesse de Grèce ∞ Pierre II, Roi de Yougoslavie                       | Alexandra, Pcesse de Grèce ∞ Pierre II, Roi de Yougoslavie                       | Alexandra, Pcesse de Grèce ∞ Pierre II, Roi de Yougoslavie                       | Alexandra, Pcesse de Grèce ∞ Pierre II, Roi de Yougoslavie                       | Alexandra, Pcesse de Grèce ∞ Pierre II, Roi de Yougoslavie                       |                                                                           |                                                          | Contantin II, Roi des Hellènes ∞ Anne-Marie, Pcesse de Danemark | Contantin II, Roi des Hellènes ∞ Anne-Marie, Pcesse de Danemark | Contantin II, Roi des Hellènes ∞ Anne-Marie, Pcesse de Danemark | Contantin II, Roi des Hellènes ∞ Anne-Marie, Pcesse de Danemark | Contantin II, Roi des Hellènes ∞ Anne-Marie, Pcesse de Danemark        | Contantin II, Roi des Hellènes ∞ Anne-Marie, Pcesse de Danemark        |                                                                        |                                                                        |                                                                        |                                                                        |                         |                         | Michel Ier, Roi de Roumanie ∞ Anne, Pcesse de Parme | Michel Ier, Roi de Roumanie ∞ Anne, Pcesse de Parme | Michel Ier, Roi de Roumanie ∞ Anne, Pcesse de Parme | Michel Ier, Roi de Roumanie ∞ Anne, Pcesse de Parme | Michel Ier, Roi de Roumanie ∞ Anne, Pcesse de Parme | Michel Ier, Roi de Roumanie ∞ Anne, Pcesse de Parme |                           |                           |                                                                           |                                                                           |                                                                           |                                                                           | Pierre II, Roi de Yougoslavie ∞ Alexandra, Pcesse de Grèce                       | Pierre II, Roi de Yougoslavie ∞ Alexandra, Pcesse de Grèce                       | Pierre II, Roi de Yougoslavie ∞ Alexandra, Pcesse de Grèce                       | Pierre II, Roi de Yougoslavie ∞ Alexandra, Pcesse de Grèce                       | Pierre II, Roi de Yougoslavie ∞ Alexandra, Pcesse de Grèce                       | Pierre II, Roi de Yougoslavie ∞ Alexandra, Pcesse de Grèce                       |                                                                   |                                                                   | Maria, Gde-Dsse de Russie ∞ François-Guillaume, Pce de Prusse           | Maria, Gde-Dsse de Russie ∞ François-Guillaume, Pce de Prusse           | Maria, Gde-Dsse de Russie ∞ François-Guillaume, Pce de Prusse           | Maria, Gde-Dsse de Russie ∞ François-Guillaume, Pce de Prusse           | Maria, Gde-Dsse de Russie ∞ François-Guillaume, Pce de Prusse           | Maria, Gde-Dsse de Russie ∞ François-Guillaume, Pce de Prusse           |  |  |                                                                    |                                                                    |                                                                    |                                                                    |                                                                    |                                                                    |  |  |  |  |  |  |  |  |  |  |  |  |  |  |  |  |  |  |  |  |  |  |  |  |  |  |  |  |  |  |  |  |  |  |  |  |  |  |  |  |  |  |
| Boris, Pce de Tarnovo                                            | Boris, Pce de Tarnovo                                            | Boris, Pce de Tarnovo                                            | Boris, Pce de Tarnovo                                            | Boris, Pce de Tarnovo                                            | Boris, Pce de Tarnovo                                            |  |  |                                                              |                                                              |                                                              |                                                              |                                                              |                                                              |                                                              |                                                              | Alexandre, Pce royal de Yougoslavie ∞ Maria da Gloria, Pcesse d'Orléans-Bragance | Alexandre, Pce royal de Yougoslavie ∞ Maria da Gloria, Pcesse d'Orléans-Bragance | Alexandre, Pce royal de Yougoslavie ∞ Maria da Gloria, Pcesse d'Orléans-Bragance | Alexandre, Pce royal de Yougoslavie ∞ Maria da Gloria, Pcesse d'Orléans-Bragance | Alexandre, Pce royal de Yougoslavie ∞ Maria da Gloria, Pcesse d'Orléans-Bragance | Alexandre, Pce royal de Yougoslavie ∞ Maria da Gloria, Pcesse d'Orléans-Bragance |                                                                           |                                                          | Paul, Diadoque de Grèce ∞ Marie-Chantal Miller                  | Paul, Diadoque de Grèce ∞ Marie-Chantal Miller                  | Paul, Diadoque de Grèce ∞ Marie-Chantal Miller                  | Paul, Diadoque de Grèce ∞ Marie-Chantal Miller                  | Paul, Diadoque de Grèce ∞ Marie-Chantal Miller                         | Paul, Diadoque de Grèce ∞ Marie-Chantal Miller                         |                                                                        |                                                                        |                                                                        |                                                                        |                         |                         | Margareta, Pcesse de Roumanie ∞ Radu Duda           | Margareta, Pcesse de Roumanie ∞ Radu Duda           | Margareta, Pcesse de Roumanie ∞ Radu Duda           | Margareta, Pcesse de Roumanie ∞ Radu Duda           | Margareta, Pcesse de Roumanie ∞ Radu Duda           | Margareta, Pcesse de Roumanie ∞ Radu Duda           |                           |                           |                                                                           |                                                                           |                                                                           |                                                                           | Alexandre, Pce royal de Yougoslavie ∞ Maria da Gloria, Pcesse d'Orléans-Bragance | Alexandre, Pce royal de Yougoslavie ∞ Maria da Gloria, Pcesse d'Orléans-Bragance | Alexandre, Pce royal de Yougoslavie ∞ Maria da Gloria, Pcesse d'Orléans-Bragance | Alexandre, Pce royal de Yougoslavie ∞ Maria da Gloria, Pcesse d'Orléans-Bragance | Alexandre, Pce royal de Yougoslavie ∞ Maria da Gloria, Pcesse d'Orléans-Bragance | Alexandre, Pce royal de Yougoslavie ∞ Maria da Gloria, Pcesse d'Orléans-Bragance |                                                                   |                                                                   | Georges, Gd-duc de Russie ∞ Rebecca Virginia Bettarini                  | Georges, Gd-duc de Russie ∞ Rebecca Virginia Bettarini                  | Georges, Gd-duc de Russie ∞ Rebecca Virginia Bettarini                  | Georges, Gd-duc de Russie ∞ Rebecca Virginia Bettarini                  | Georges, Gd-duc de Russie ∞ Rebecca Virginia Bettarini                  | Georges, Gd-duc de Russie ∞ Rebecca Virginia Bettarini                  |  |  |                                                                    |                                                                    |                                                                    |                                                                    |                                                                    |                                                                    |  |  |  |  |  |  |  |  |  |  |  |  |  |  |  |  |  |  |  |  |  |  |  |  |  |  |  |  |  |  |  |  |  |  |  |  |  |  |  |  |  |  |

### Correspondance de Sophie
- (en) Queen Helen of Roumania et Arthur S. Gould Lee, The Empress Frederick Writes to Sophie, Her Daughter, Crown Princess and Later Queen of the Hellenes : Letters 1889-1901, Faber & Faber, 1955 (lire en ligne) (ASIN B001OLOALO)

### Sur Sophie et les familles souveraines d'Allemagne et de Grande-Bretagne
- (en) Julia Gelardi, Born to Rule : Granddaughters of Victoria, Queens of Europe, Headline Review, 2006, 457 p. (ISBN 0-7553-1392-5).
- (en) Max Nord, « Sisters of the German Kaiser », The Scrap Book,‎ août 1908.
- (en) John Van der Kiste, Crowns in a Changing World : The British and European Monarchies, 1901-1936, Sutton Publishing Ltd, 2003, 288 p. (ISBN 0-7509-3431-X).
- (en) John Van der Kiste, Queen Victoria’s children, The History Press Ltd, 2009, 229 p. (ISBN 978-0-7524-5472-6 et 0-7524-5472-2).
- (en) John Van der Kiste, The Prussian Princesses : The Sisters of Kaiser Wilhelm II, Fonthill Media, 2014, 192 p. (ISBN 978-1-78155-435-7 et 1-78155-435-8).
- (en) Charlotte Zeepvat, Queen Victoria's Family, The History Press Ltd, 2003 (ISBN 0-7509-3059-4).

### Sur Sophie et la famille royale de Grèce
- (fr) Célia Bertin, Marie Bonaparte, Paris, Perrin, 1982, 433 p. (ISBN 2-262-01602-X).
- (en) Captain Walter Christmas, King George of Greece, New York, MacBride, Naste & Company, 1914 (ISBN 1-4021-7527-2, lire en ligne).
- (en) Prince Michael of Greece, Arturo E. Beéche et Helen Hemis-Markesinis, The Royal Hellenic Dynasty, Eurohistory, 2007, 182 p. (ISBN 978-0-9771961-5-9 et 0-9771961-5-1).
- (en) Arthur S. Gould Lee, The Royal House of Greece, Ward Lock, 1948 (lire en ligne) (ASIN B001MJUURG).
- (en) Alan Palmer et Prince Michael of Greece, The Royal House of Greece, Weidenfeld Nicolson Illustrated, 1990 (ISBN 0-297-83060-0).
- (es) Ricardo Mateos Sáinz de Medrano, La Familia de la Reina Sofía : La Dinastía griega, la Casa de Hannover y los reales primos de Europa, Madrid, La Esfera de los Libros, 2004, 573 p. (ISBN 84-9734-195-3).
- (en) Evelyn E. P. Tisdall, Royal Destiny : The royal Hellenic Cousins, Stanley Paul, 1955 (ASIN B00187Q27O).
- (en) John Van der Kiste, Kings of the Hellenes : The Greek Kings, 1863-1974, 1994, 200 p. (ISBN 0-7509-2147-1).
- (en) Hugo Vickers, Alice : Princess Andrew of Greece, Londres, Hamish Hamilton, 2000, 477 p. (ISBN 0-241-13686-5).

### Souvenirs et mémoires princiers
- (fr) S.A.R. le prince Christophe de Grèce, Le Monde et les cours : Mémoires de S.A.R. le prince Christophe de Grèce, Paris, Plon, 1939 (ASIN B0018GCPBM).
- (en) Prince Nicholas of Greece, Political Memoirs, 1914-1917 : Pages from my diary, Londres, Hutchinson & Co., 1928 (lire en ligne) (ASIN B0006C3RXY).
- (fr) Alexandra de Yougoslavie, Pour l'amour de mon roi, Paris, Gallimard, Coll. L'air du temps, tr. fr., 1957 (lire en ligne).

### Histoire de la Grèce
- (fr) Collectif, La France héroïque et ses alliés, t. II, Larousse, 1919.
- (en) Richard Clogg, A Short History of Modern Greece, Cambridge, Cambridge University Press, 1979, 244 p. (ISBN 0-521-32837-3).
- (en) Richard Clogg, A Concise History of Greece, Cambridge, Cambridge UP, 1992, 257 p. (ISBN 0-521-37830-3).
- (fr) Édouard Driault et Michel Lhéritier, Histoire diplomatique de la Grèce de 1821 à nos jours : Suite du règne de Georges Ier jusqu'à la Révolution turque (1878-1908) - Hellénisme et Germanisme, t. IV, PUF, 1926 (lire en ligne).
- (fr) Édouard Driault et Michel Lhéritier, Histoire diplomatique de la Grèce de 1821 à nos jours : La Grèce et la Grande Guerre - De la Révolution turque au traité de Lausanne (1908-1923), t. V, PUF, 1926 (lire en ligne).
- (en) David Dutton, « The Deposition of King Constantine of Greece, June 1917: An Episode in Anglo-French Diplomacy », Canadian Journal of History, vol. 12, no 4,‎ 1977.
- (fr) Marc Terrades, Le Drame de l'hellénisme : Ion Dragoumis (1878-1920) et la question nationale en Grèce au début du XXe siècle, Paris/Budapest/Torino, L'Harmattan, 2005, 408 p. (ISBN 2-7475-7788-0, lire en ligne).
- (fr) Apostolos Vacalopoulos, Histoire de la Grèce moderne, Horvath, 1975 (ISBN 2-7171-0057-1).

### Bases de données et dictionnaires
- Ressource relative aux beaux-arts :   - National Portrait Gallery
- Notice dans un dictionnaire ou une encyclopédie généraliste :   - Deutsche Biographie
- Notices d'autorité :   - VIAF
  - ISNI
  - BnF (données)
  - LCCN
  - GND
  - WorldCat

### Autres liens externes
- (de) « Sophie Prinzessin von Preussen, Königin von Griechenland », sur preussen.de, 2003 (version du 7 avril 2017 sur Internet Archive).
- (en) « Interview with Queen of Greece », sur B.U.F.V.C. (consulté le 6 novembre 2017).
- (en) Darryl Lundy, « Sophie Dorothea Ulrike Alice Prinzessin von Preußen », sur The Peerage (consulté le 6 novembre 2017).